# Chemins de fer départementaux de la Somme
Le réseau des Chemins de fer départementaux de la Somme, concédé à la Société générale des chemins de fer économiques était un réseau départemental de voies ferrées d'intérêt local (VFIL) à voie métrique, qui compta jusqu'à 329 km de lignes, organisées en trois groupes géographiques :
- le groupe des bains de mer, avec les lignes :
  - Noyelles – Le Crotoy,
  - Noyelles – Saint-Valery,
  - Saint-Valery – Cayeux,
  - Noyelles – Forest-l'Abbaye,
  - Abbeville – Dompierre ;
- le groupe d'Amiens, qui ne comptait qu'une ligne : Amiens (gare Saint-Roch) – Beaucamps-le-Vieux – Aumale – Envermeu ;
- le groupe d'Albert, avec les lignes :
  - Albert – Doullens,
  - Albert – Montdidier,
  - Albert – Ham,
  - Offoy – Ercheu.

Comme la plupart des réseaux secondaires, celui de la Somme était à la fois destiné au transport des personnes et à l'acheminement des productions locales, qu'elles soient agricoles (céréales et betteraves notamment, sur ce réseau), artisanales ou industrielles.

## Histoire

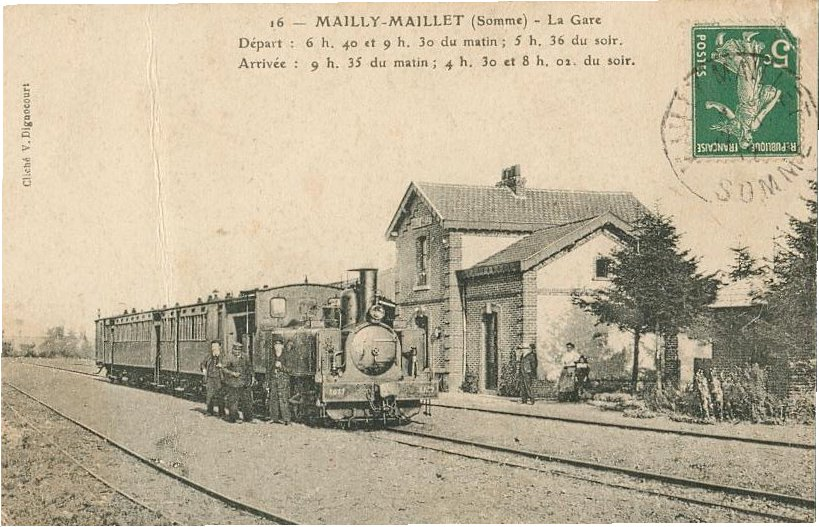
Un train en gare de Mailly - Maillet sur la ligne Albert - Doullens.

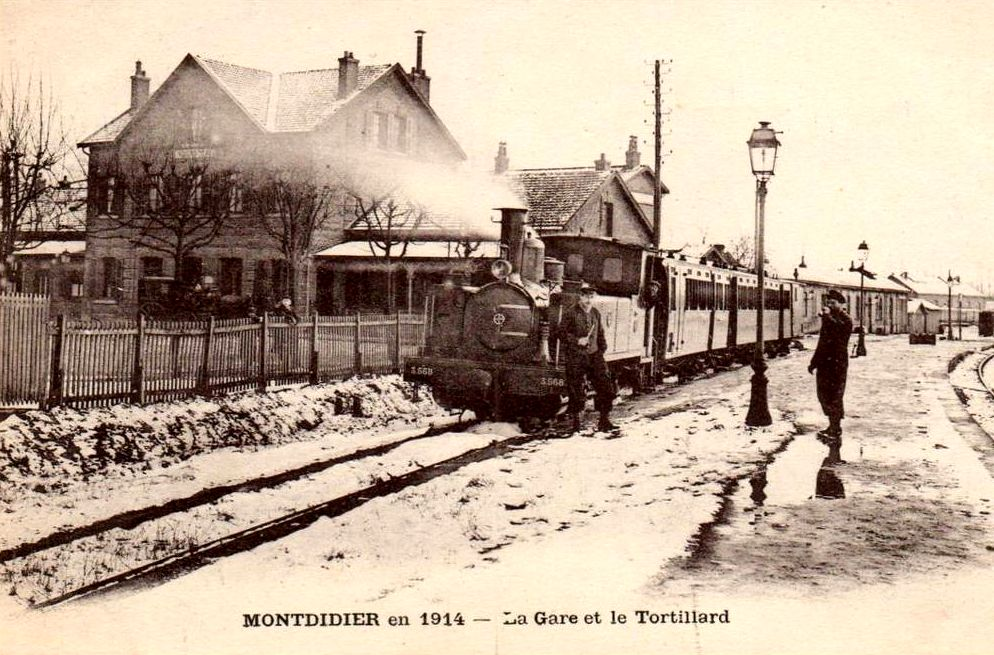
Un train en gare de Montdidier.

Au cours de la Seconde moitié du XIXe siècle, la Compagnie des chemins de fer du Nord réalisa plusieurs lignes desservant le territoire de la Somme (ligne Paris - Lille, ligne Longueau - Calais, ligne Creil - Jeumont), mais de nombreux secteurs restaient loin du Chemin de fer. On assista, à partir des années 1880, à un important chantier de maillage, mené par la compagnie du Nord, au titre de son réseau d'intérêt général, et par le Département, ce dernier utilisant les possibilités qui lui étaient offertes par la réglementation des « voies ferrées d'intérêt local », les VFIL.
Dans ce contexte, la Compagnie des chemins de fer du Nord décida de créer un embranchement sur sa ligne Longueau - Calais pour relier la gare de Noyelles à Saint-Valery-sur-Somme, qui était encore un important port de commerce.
Cet embranchement, régi par le régime des Chemins de fer d'intérêt général, traversait la baie de Somme sur une estacade de bois longue de 1 300 mètres.
Par ailleurs, en 1882, le Département de la Somme décida la construction d'un ensemble cohérent de lignes secondaires à voie métrique destinées à compléter le réseau de la compagnie du Nord.
Il réalisa l'infrastructure de ce réseau VFIL, et en concéda l'exploitation à la Société générale des chemins de fer économiques (SE).
En 1893, le conseil général de la Seine-Inférieure souhaitait voir prolonger la ligne l'Amiens à Aumale jusqu'à Envermeu en passant par Rétonval et Londinières afin de desservir une partie de ce département dépourvue de moyens de transports malgré sa prospérité agricole et industrielle, ce qui a abouti à la déclaration d'utilité publique de cette ligne.
Première Guerre mondiale
Des parts importantes de ce réseau sont détruites pendant la Première Guerre mondiale, ou utilisés par l'ennemi, et est reconstruit dans l'entre-deux-guerres.
Seconde Guerre mondiale
Durant la Seconde Guerre mondiale, l'occupant a réalisé sur la ligne d'Amiens à Aumale un embranchement permettant la desserte du terrain d’aviation aménagé en 1921 à Croixrault, Fricamps et Thieulloy-l'Abbaye, comme aérodrome de secours pour l’aéronautique marchande sur la ligne Le Bourget – Londres, et utilisé pour les besoins de la Luftwaffe pendant l'Occupation sous le nom de « Flugplatz Poix – Nord »,.
Un train a été mitraillé entre les gares de Molliens-Dreuil et d'Oissy par l'aviation alliée le 24 juin 1944 lors des combats de la Libération de la France, tuant vingt-sept des soixante-dix passagers,.

## Tracé des lignes

### Groupe des Bains de Mer

#### LigneNoyelles-Le Crotoy

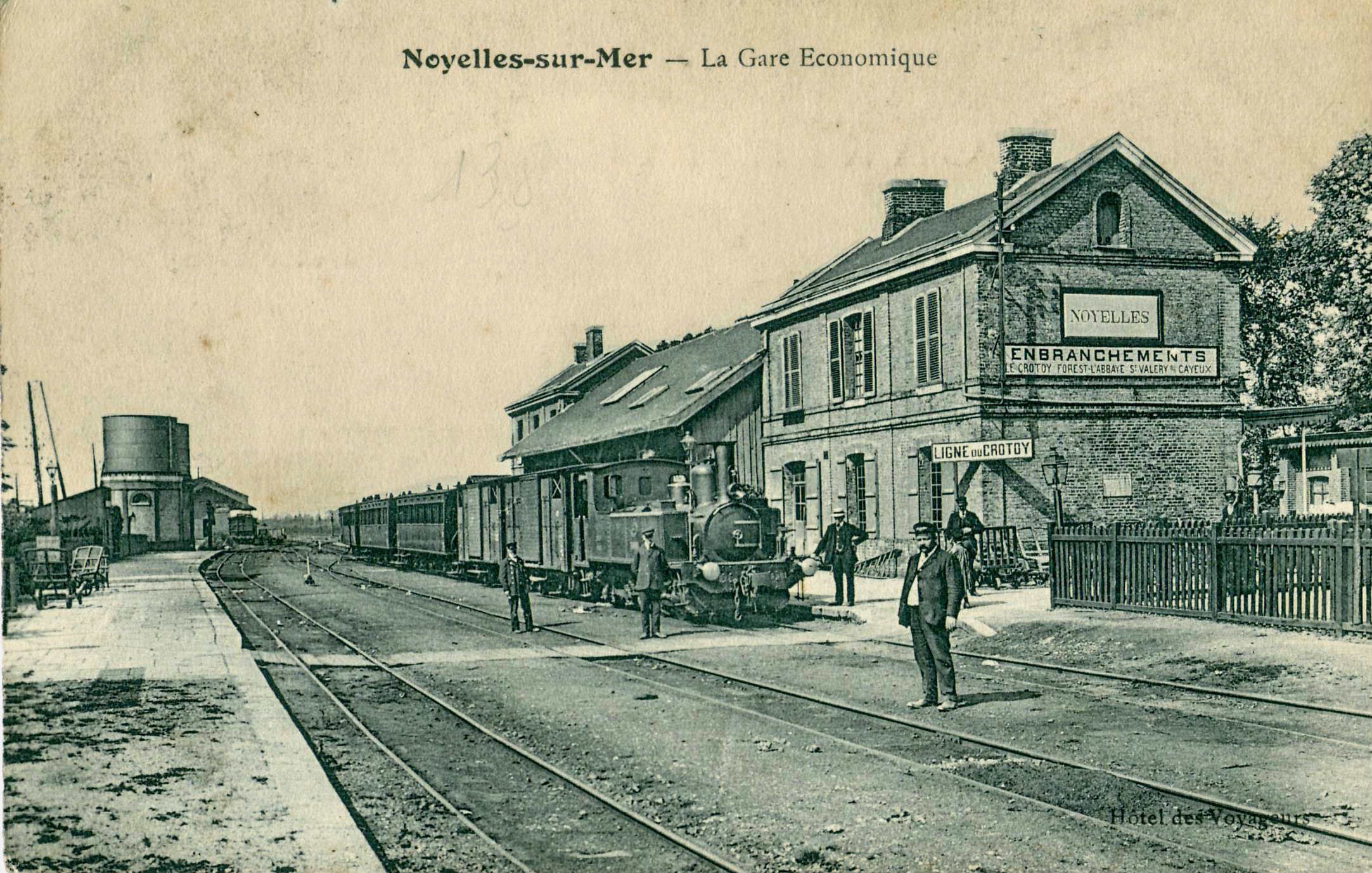
Les installations des Chemins de fer économiques devant la gare de Noyelles. Les voies du Chemin de fer du Nord sont à l'extrême droite du cliché.
Aujourd'hui, les installations du CFBS sont en retrait par rapport à celles des Économiques.

Cette ligne à voie métrique de 7,469 km a été mise en service en 1887. Elle longe la rive droite de la baie de Somme et desservait, au temps de l'exploitation commerciale, deux haltes : Morlay (commune de Ponthoile) et Favières, située à 2 km de ce village.

#### LigneNoyelles-Saint-Valery

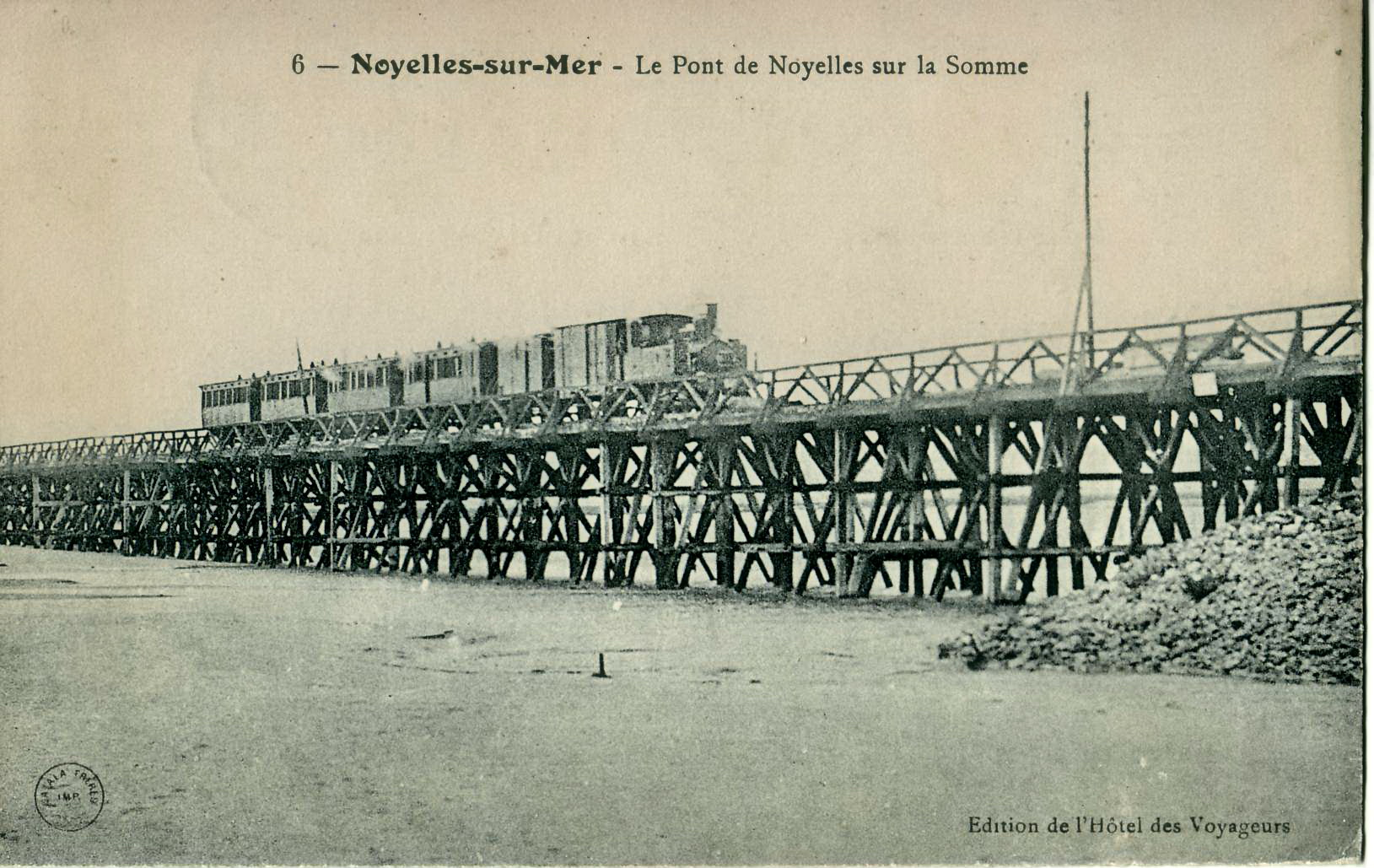
L'ancienne estacade en bois qui traversait la Baie de Somme.

Cette ligne à voie unique, longue de 5,6 km, a été inaugurée en 1856 par la Compagnie du Nord. Elle a été mise à double écartement (voie normale et voie étroite imbriquée) en 1887.
Elle comprend sur toute sa longueur quatre files de rails : au centre la voie métrique, à l'extérieur la voie normale. Elle est implantée sur une digue qui a remplacé en 1912 l'estacade en bois des origines, qui mesurait 1 367 m de longueur.
Peu avant de franchir le Canal de la Somme sur un pont-écluse refait en 2006, elle longe le dépôt-atelier du Groupe des bains de mer, et, aujourd'hui, du CFBS, implanté à côté de l'ancienne gare de Saint-Valery-Canal.
Le terminus de cette ligne à double écartement se situait à la gare de Saint-Valery-Ville, prolongée par un embranchement portuaire qui constitue aujourd'hui le terminus de Saint-Valery-Port pour le CFBS.
Cette ligne, initialement classée d'intérêt général, portait le no 324 000 (ligne de Noyelles-sur-Mer à Saint-Valery-Canal du réseau ferré national).

#### LigneSaint-Valery-Cayeux

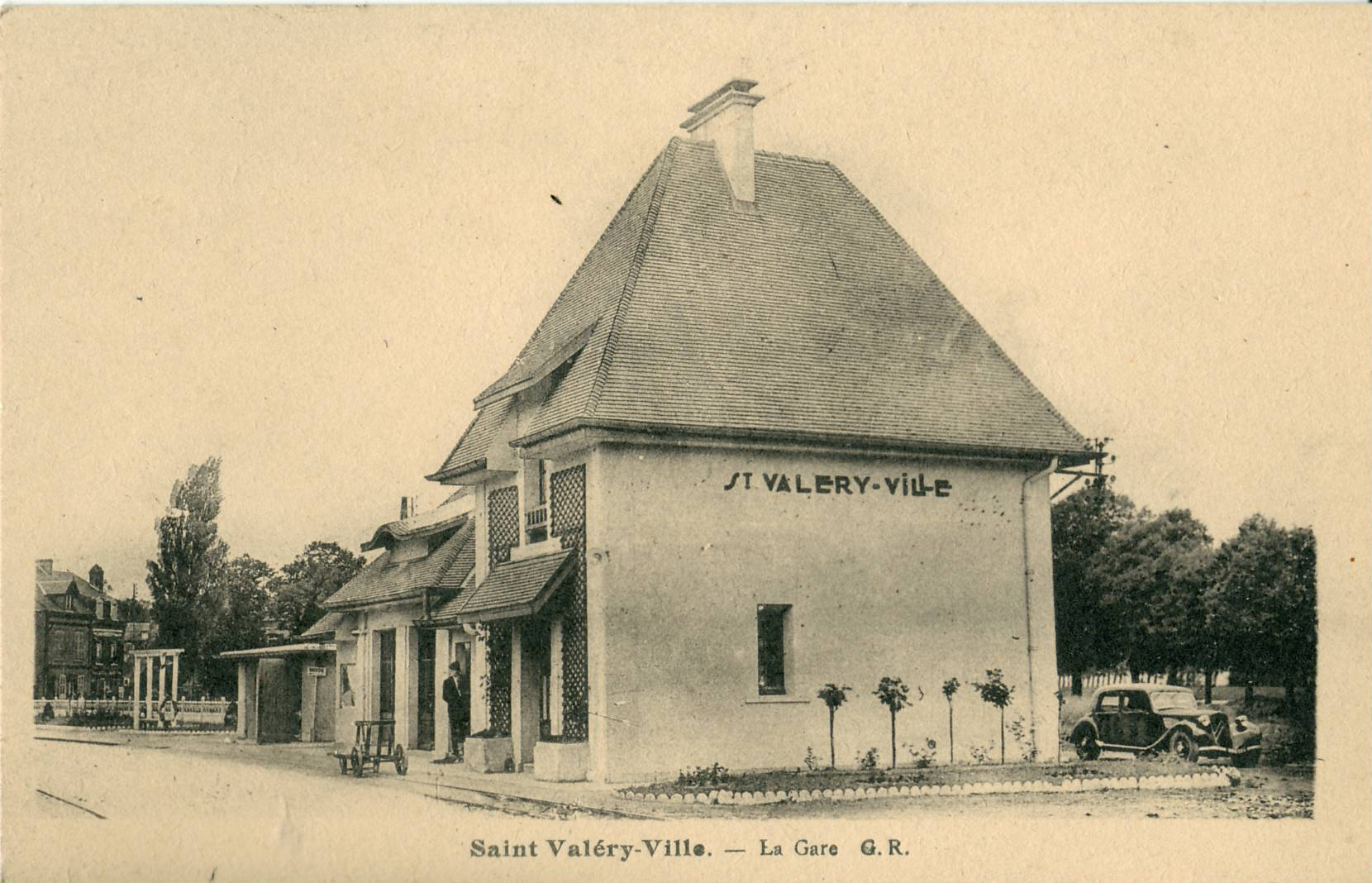
La gare de Saint-Valery-Ville avait un embranchement vers le port de Saint-Valery, qui constitue aujourd'hui le cœur de l'exploitation du CFBS.

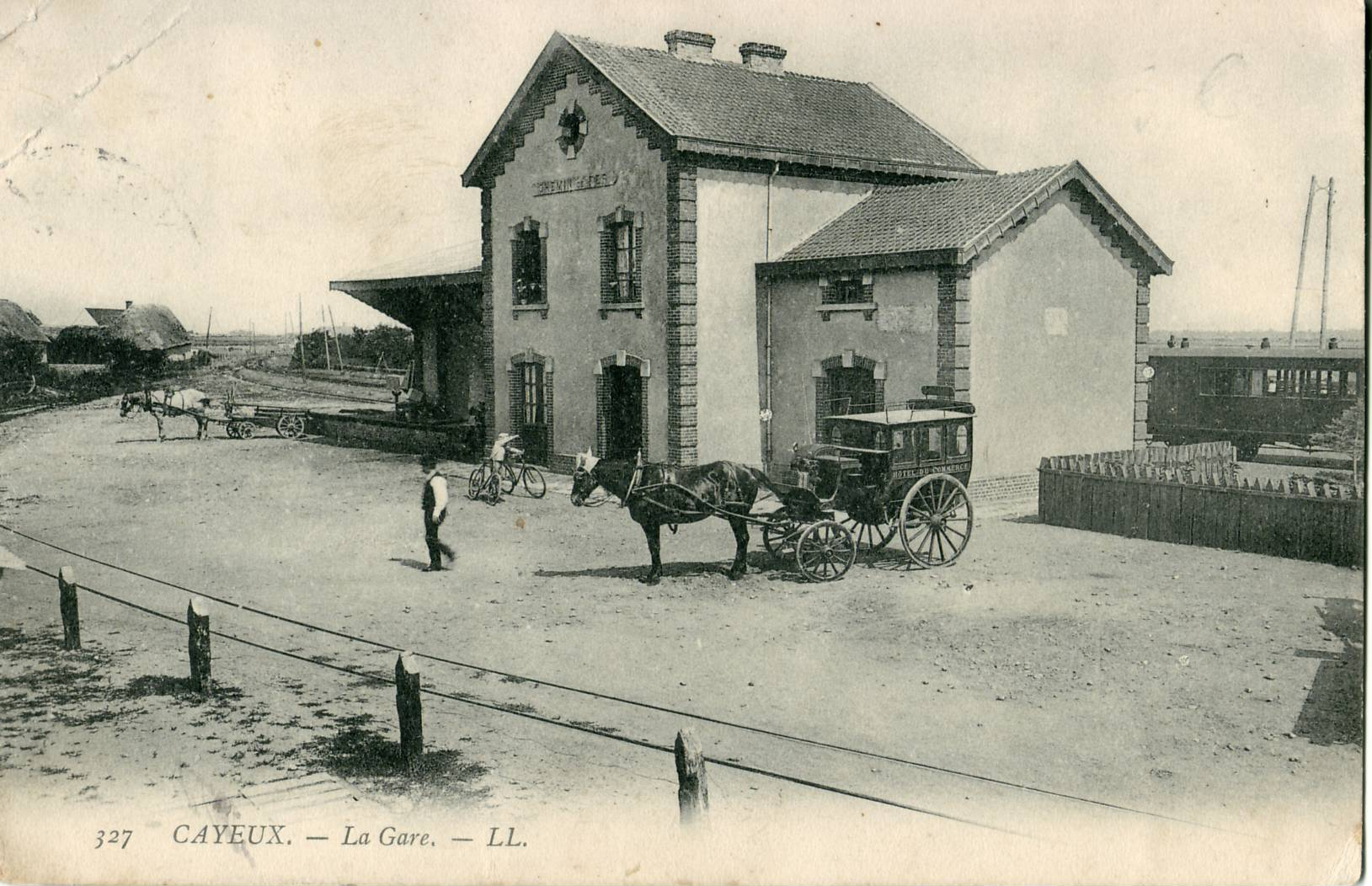
La gare de Cayeux du temps des Chemins de fer départementaux de la Somme.

Cette ligne est la poursuite de la ligne de Noyelles à Saint-Valery, mais est uniquement à voie métrique, et a été créée par la SE le 6 septembre 1887.
Après avoir quitté Saint-Valery-Ville (km 6 par rapport à Noyelles) par une forte rampe pour s'élever au niveau du plateau littoral, elle desservait Pendé-Routhiauville (km 11), Lanchères - Pendé (km 13), où se trouvaient les installations d'une râperie à betteraves, puis Hurt (km 16) avant d'atteindre le terminus de Cayeux-sur-Mer (km 18).
Outre son trafic voyageurs, elle assume le transport de galets en vrac, utilisés notamment dans l'industrie de la cimenterie, ainsi que le transport de coquillages ou de betteraves vers la râperie de Lanchères.

#### LigneNoyelles-Forest-l'Abbaye
Cette ligne de 11 km a été mise en service le 24 août 1892. Elle était essentiellement destinée à connecter la ligne d'Abbeville à Forest-l'Abbaye au reste du réseau, mais accueille également un trafic betteravier non négligeable, notamment vers la râperie de Lanchères, sur la ligne de Cayeux.
Elle se séparait des deux autres lignes du groupe des bains de Mer à la sortie de la gare de Noyelles, passait au-dessus des voies du Nord (ligne Longueau - Calais), traversait le plateau du Ponthieu et rejoignait à Forest-l'Abbaye la ligne Abbeville - Dompierre, après avoir desservi les gares et arrêts de Sailly-Bray, Sailly-le-Sec, Nouvion-en-Ponthieu.

#### LigneAbbeville-Dompierre
La ligne, de 31 km, prenait son origine à la gare d'Abbeville (Nord), suivait les voies du grand réseau jusqu'à Abbeville-Porte-du-Bois (en desservant auparavant — facultativement — l'arrêt d'Abbeville-Porte-Saint-Gilles), puis parcourait le Ponthieu en desservant Drucat, Plessiel-Drucat, Canchy - Neuilly, Lamotte-Buleux et atteignait Forest-l'Abbaye, où elle rencontrait la ligne venant de Noyelles. La ligne poursuivait vers Dompierre, en desservant la halte de la forêt de Crécy (où des embranchements industriels desservaient une entreprise d'expédition de bois et une usine de phosphates), la gare de Crécy - Estrées (desserte d'une sucrerie), la halte de Wadicourt (deux centres de collecte de betteraves), puis le terminus de Dompierre-sur-Authie, à la limite du Pas-de-Calais. Un prolongement vers ce département avait été envisagé, mais ne fut jamais réalisé.
Cette ligne a été mise en service le 19 juin 1892, puis fut fermée au trafic voyageur en 1947 ; seul un service Noyelles – Forest-l'Abbaye – Crécy subsiste jusqu'en 1951. Pendant la Seconde Guerre mondiale, la proximité d'un aérodrome militaire allemand (celui d'Abbeville) avait par ailleurs entraîné des dommages collatéraux sur la ligne, compte tenu de bombardements et mitraillages réalisés jusqu'en septembre 1944.

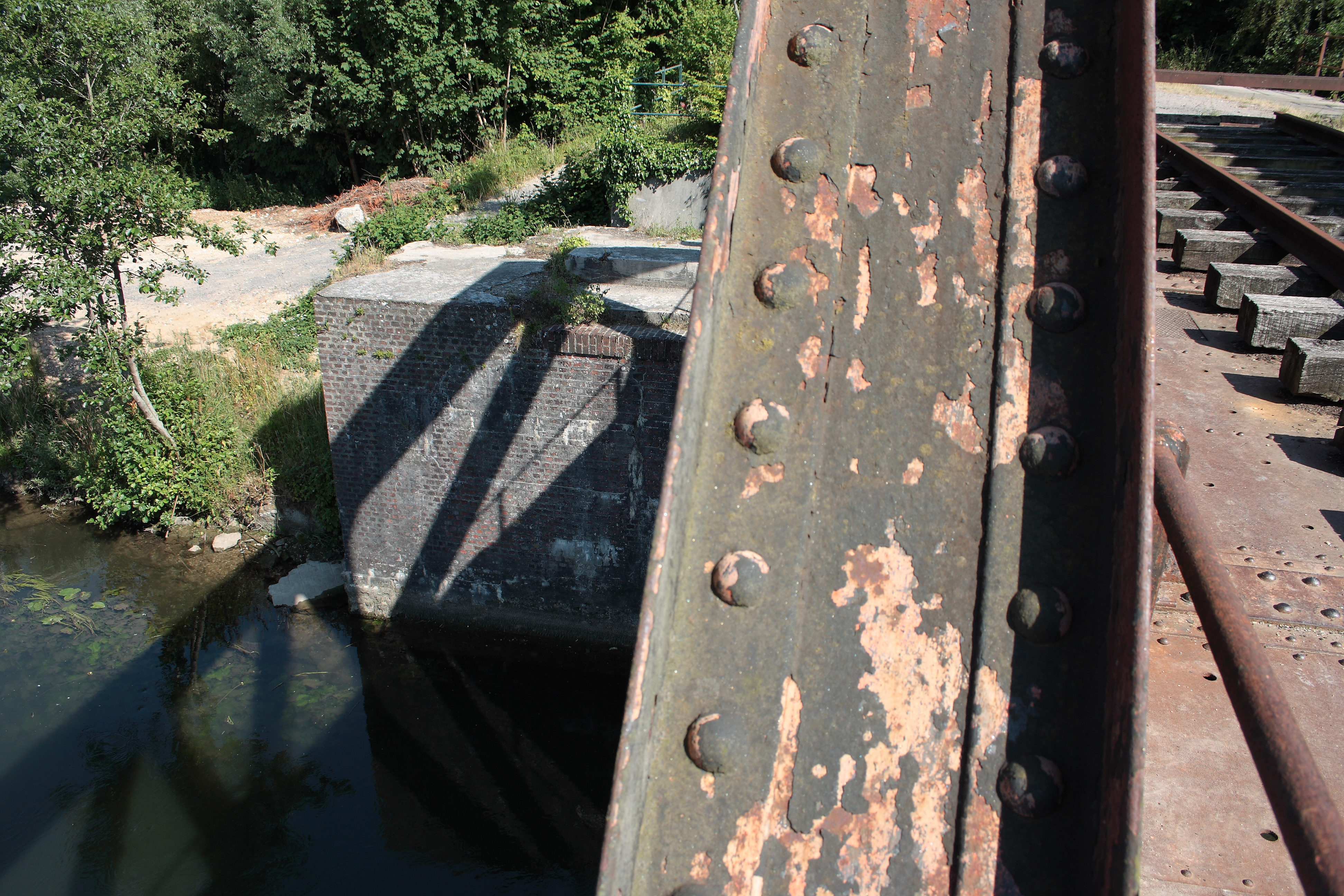
À Abbeville, la ligne départementale franchissait la Somme par un pont qui a depuis été détruit. À gauche, la culée accueillait son tablier, qui fut ainsi jumeau de celui du pont de la ligne Fives – Abbeville (dit « pont de Béthune ») situé à droite[12].
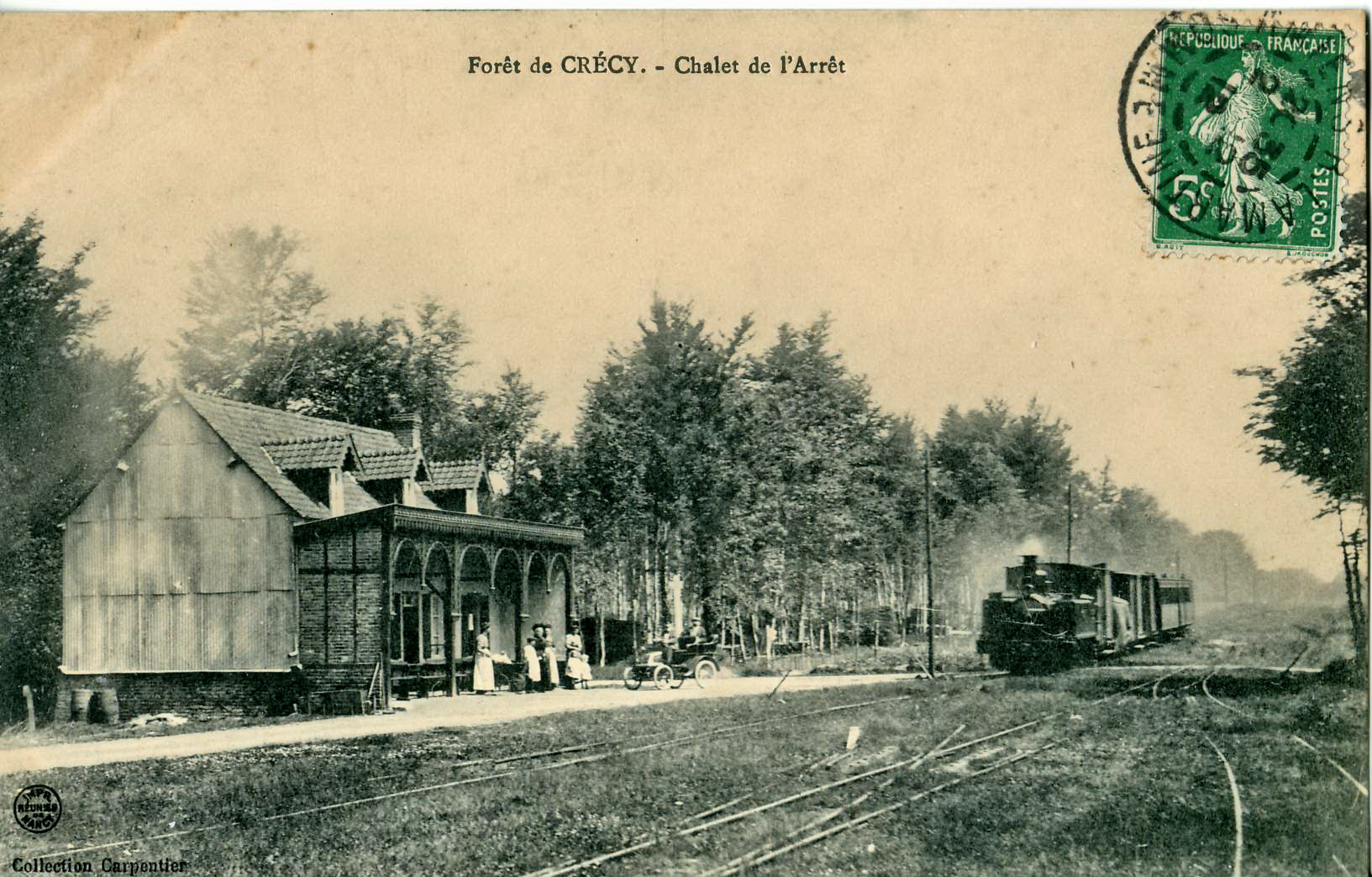
La halte de la forêt de Crécy, avec l'arrivée d'un train.
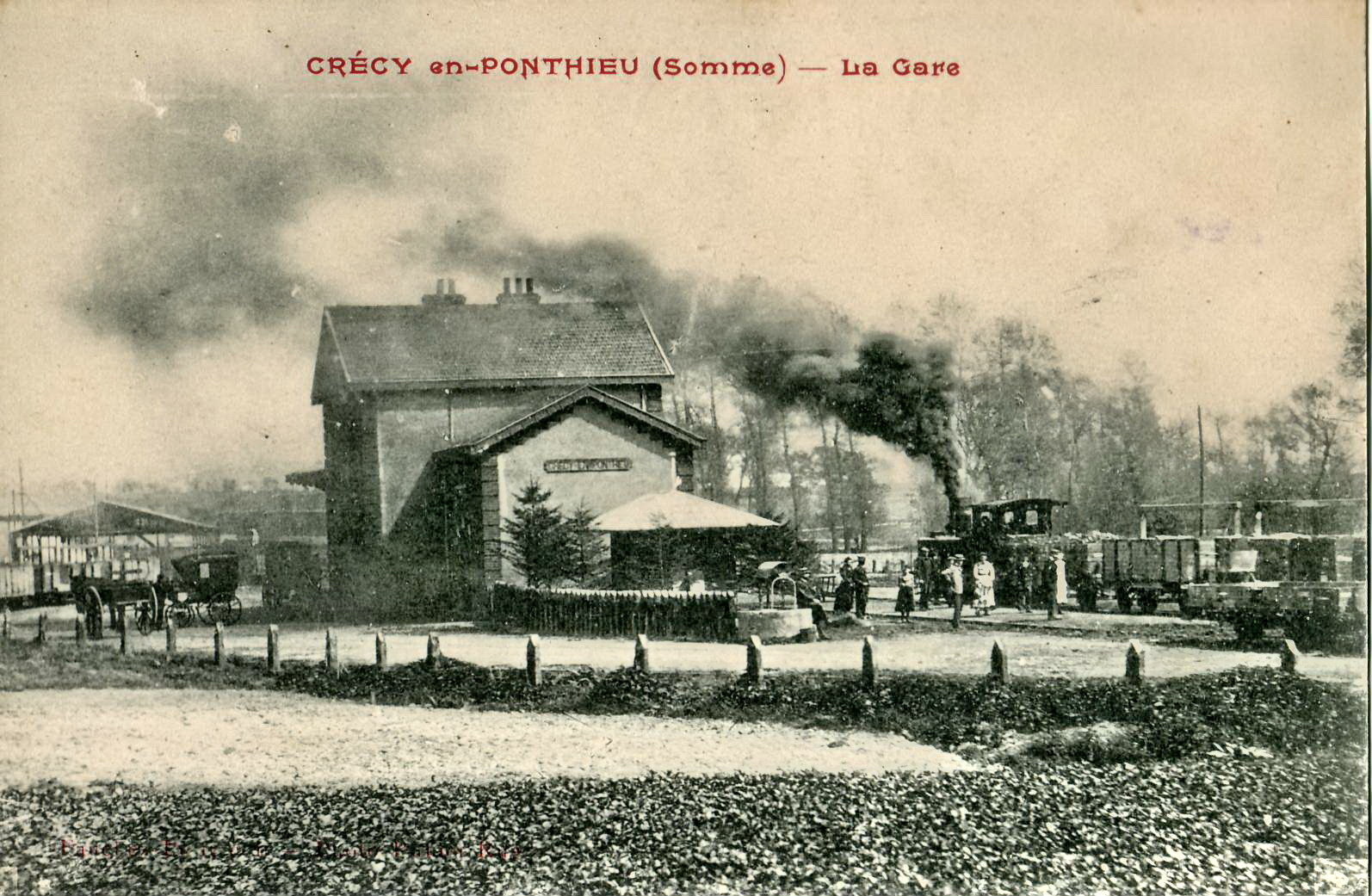
Bâtiment voyageurs de la gare de Crécy - Estrées.

### Groupe d'Amiens

Section Aumale – Envermeu du Groupe d'Amiens.

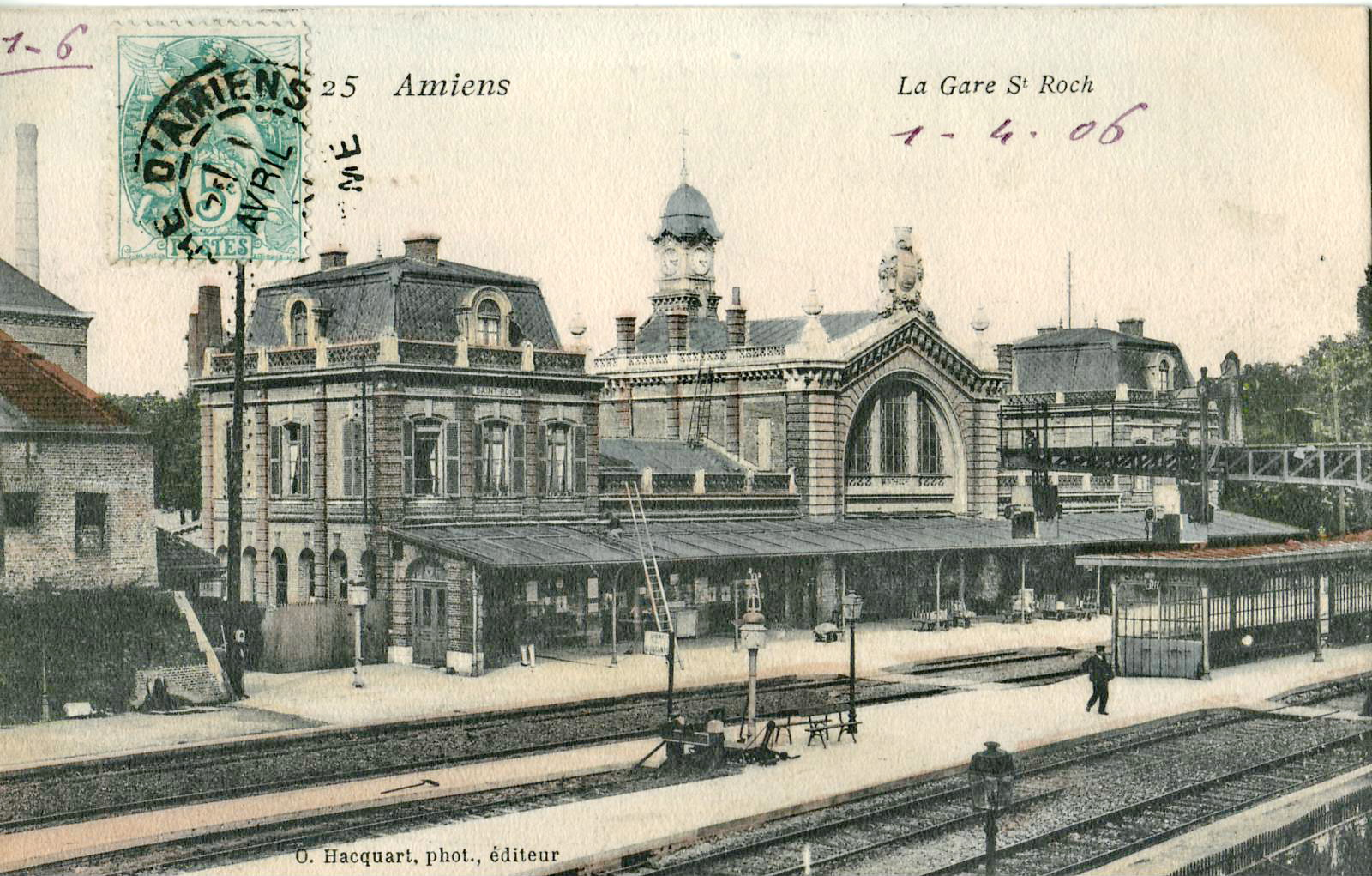
La voie terminus de la ligne d'Aumale à la Gare de Saint-Roch est bien visible sur le quai central, au second plan de la carte postale.

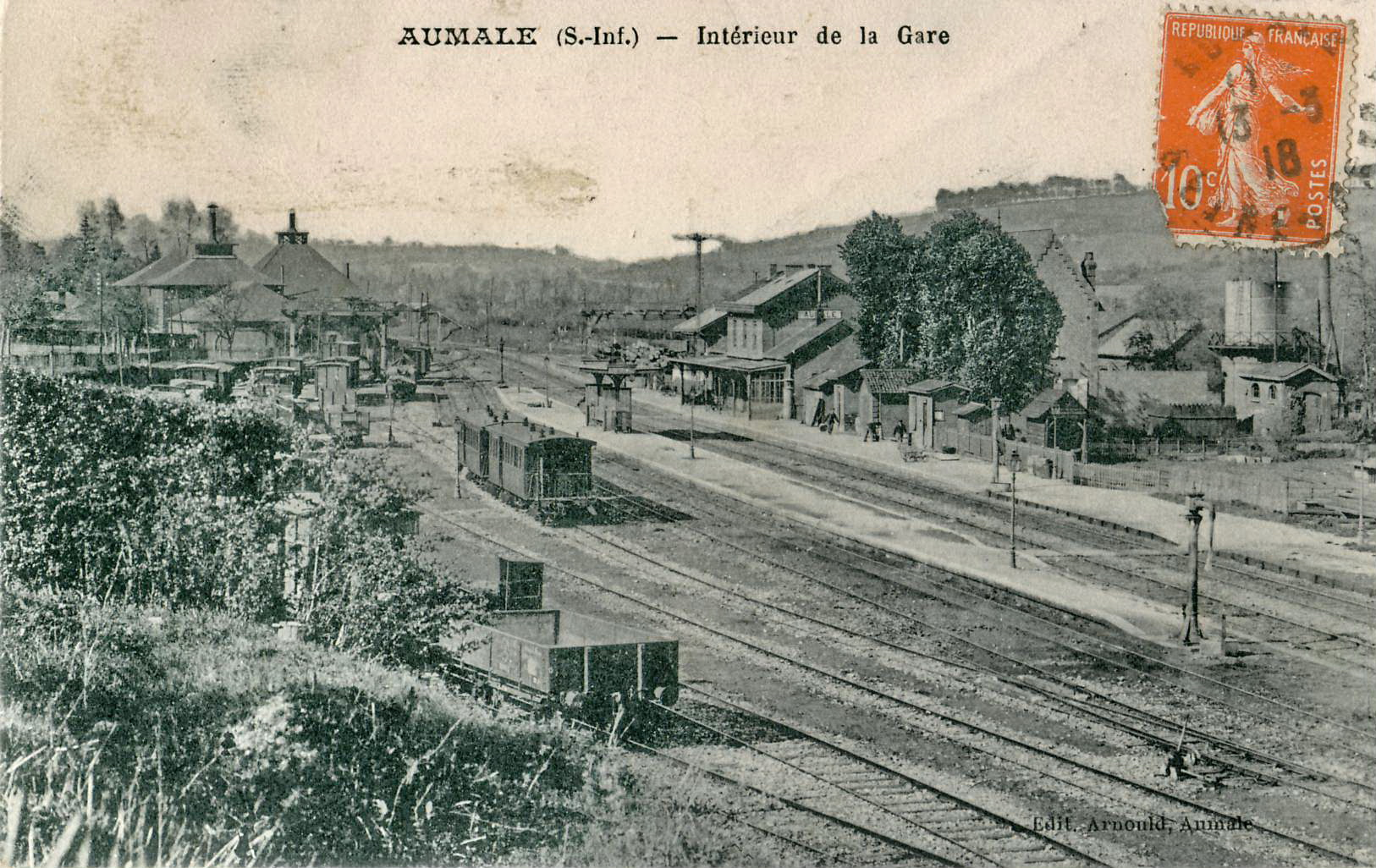
La gare d'Aumale, avant 1918
On voit au premier plan les voies de la ligne du chemin de fer secondaire à voie métrique Amiens – Envermeu, et, au second plan, près du bâtiment de la gare, les voies de la ligne Paris – Le Tréport.

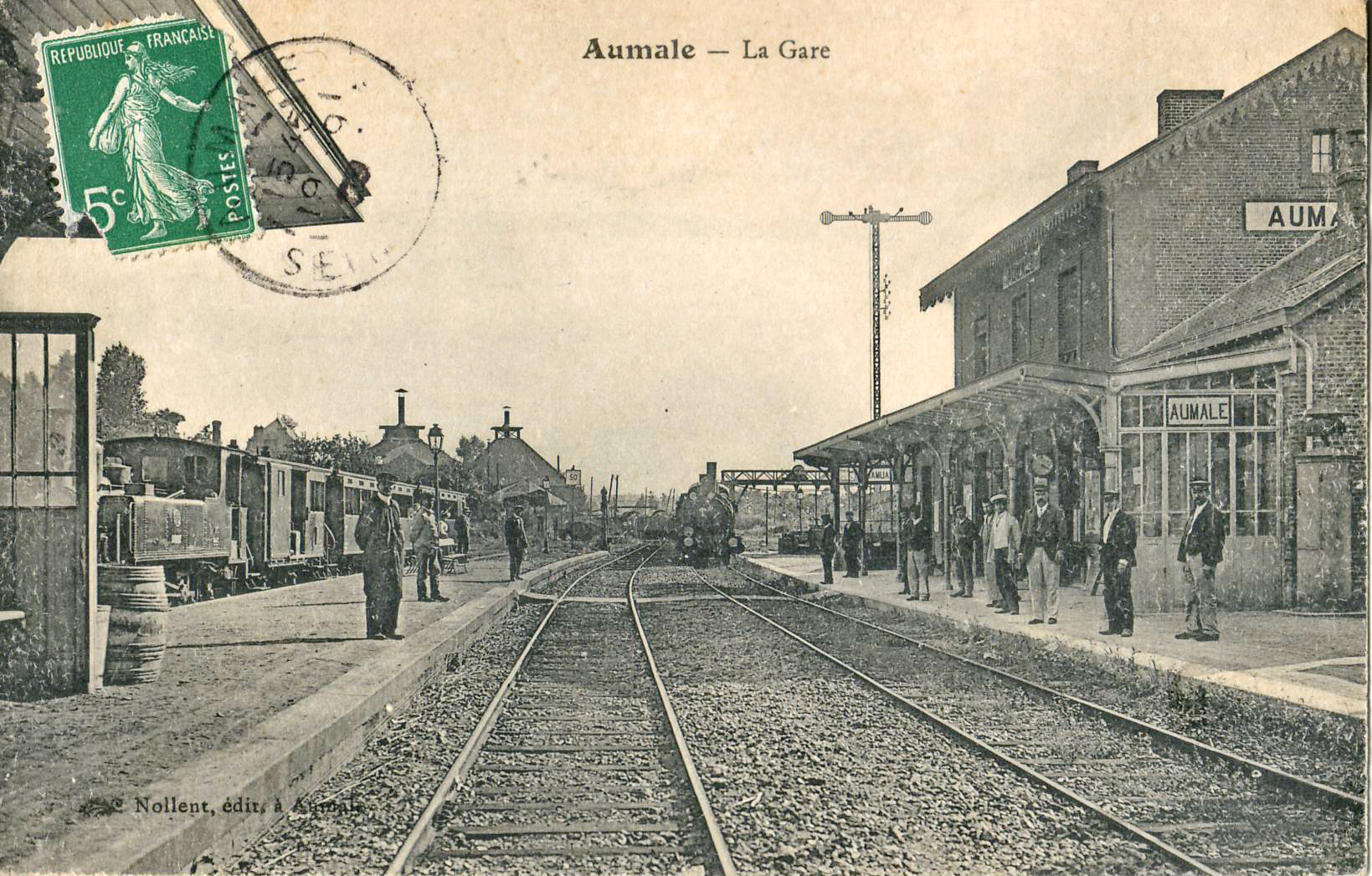
Animation en gare d'Aumale, vers 1908 :
à gauche, train du chemin de fer secondaire vers Amiens ; à droite, train de la Compagnie du Nord vers Le Tréport.

Le groupe d'Amiens était constitué d'une seule ligne, Amiens – Aumale – Envermeu, soit 58 km pour la section située dans le département de la Somme.
La ligne se réalisa en trois tronçons :
- Amiens (gare Saint-Roch) – Beaucamps-le-Vieux, ouvert le 20 juin 1891 ;
- Beaucamps-le-Vieux – Aumale[13], ouvert le 20 juillet 1901 ;
- Aumale – Envermeu, ouvert le 16 novembre 1906.

Bien qu'elle soit intégrée au réseau SE de la Somme, la partie de la ligne située entre Aumale et Envermeu se trouve dans le département de la Seine-Maritime.
La ligne ferma au service voyageur en 1940, et à tout trafic en 1947.
La ligne d'Envermeu avait son terminus amiénois en gare de Saint-Roch, où elle avait un tronçon commun de 900 m avec la ligne à voie normale Amiens – Canaples, jusqu'au passage à niveau de la rue Robert Lecoq (bifurcation dite de Renancourt).
Elle desservait ensuite :
- Saveuse - Ferrières
- Ferrières
- Guignemicourt - Bovelles
- Fluy
- Bougainville - Floxicourt
- Oissy - Dreuil
- Molliens-Vidame
- Lincheux - Camps
- Hornoy
- Guibermesnil
- Liomer - Braucourt
- Beaucamps-le-Vieux
- Beaucamps-le-Jeune
- Montmarquet-Blangiel
- Aumale (correspondance avec la ligne Paris – Abancourt – Le Tréport de la Compagnie du Nord)
- Roupied
- Illois
- Le Mesnil-David
- Landes-le-Caule
- La Verrerie
- Rétonval
- Villers - Foucarmont
- Bosc-Geffroy - Les-Essarts-Varimpré
- Clais - Smermesnil
- Londinières
- Wanchy-Capval
- Douvrend
- Douvrendelle
- Envermeu (correspondance avec la ligne Eu – Dieppe des Chemins de fer de l'État)

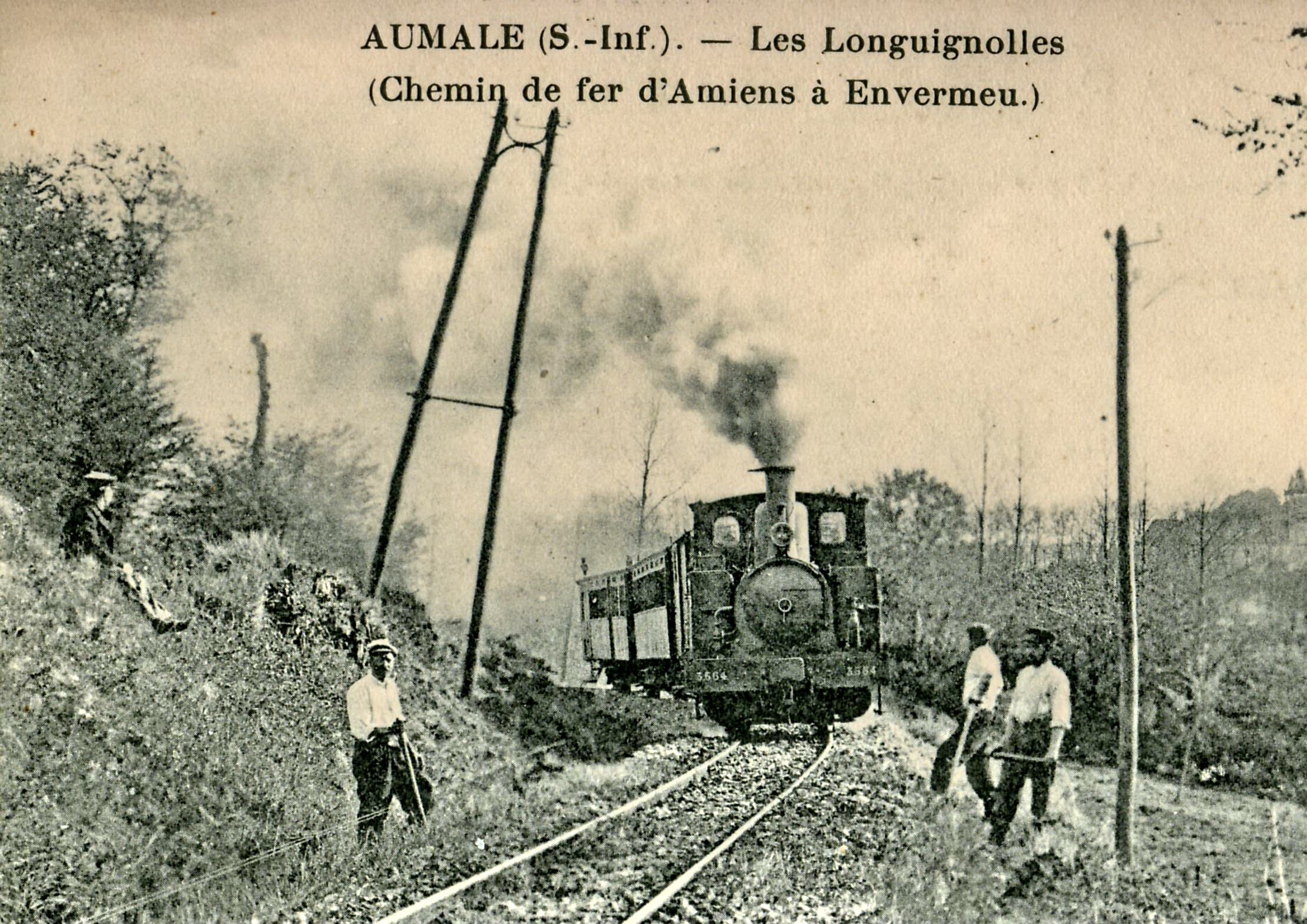
Une rame près d'Aumale.
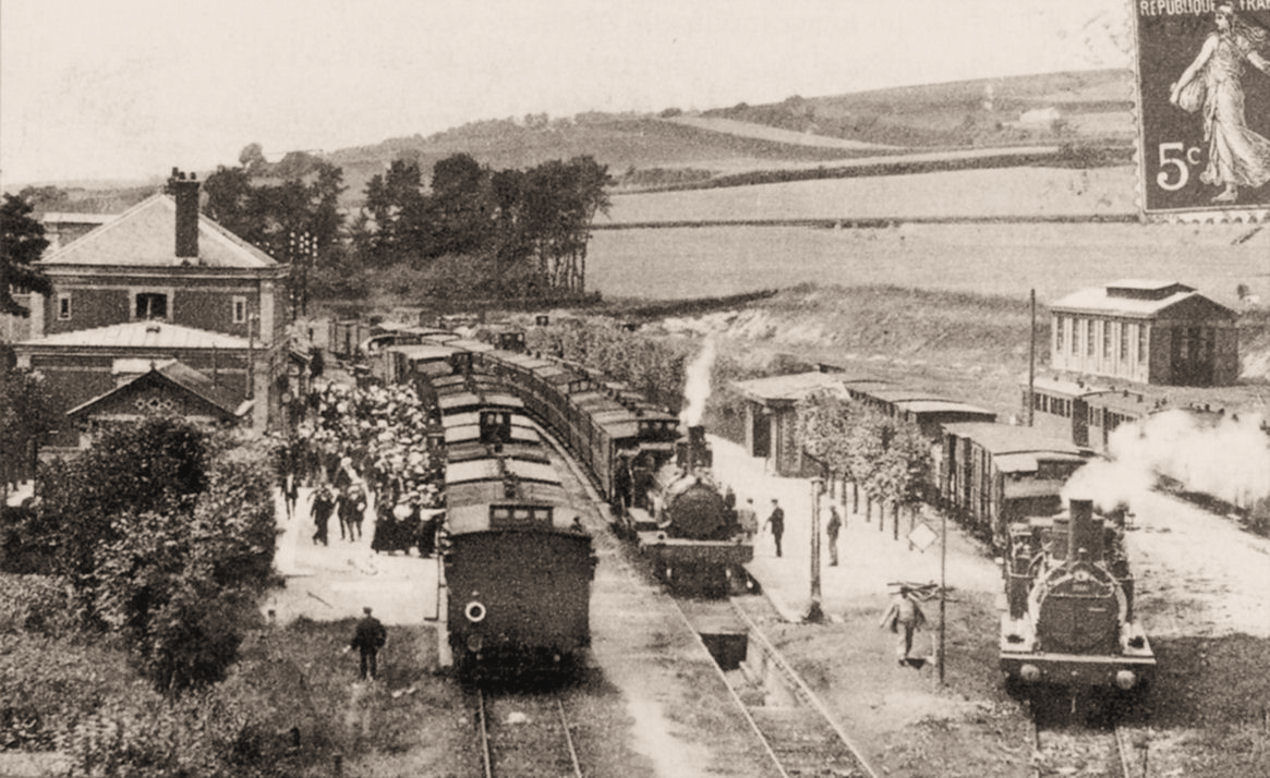
Affluence en gare d'Envermeu ; à l'extrême droite, une rame à voie métrique de la ligne du chemin de fer secondaire.

### Groupe d'Albert

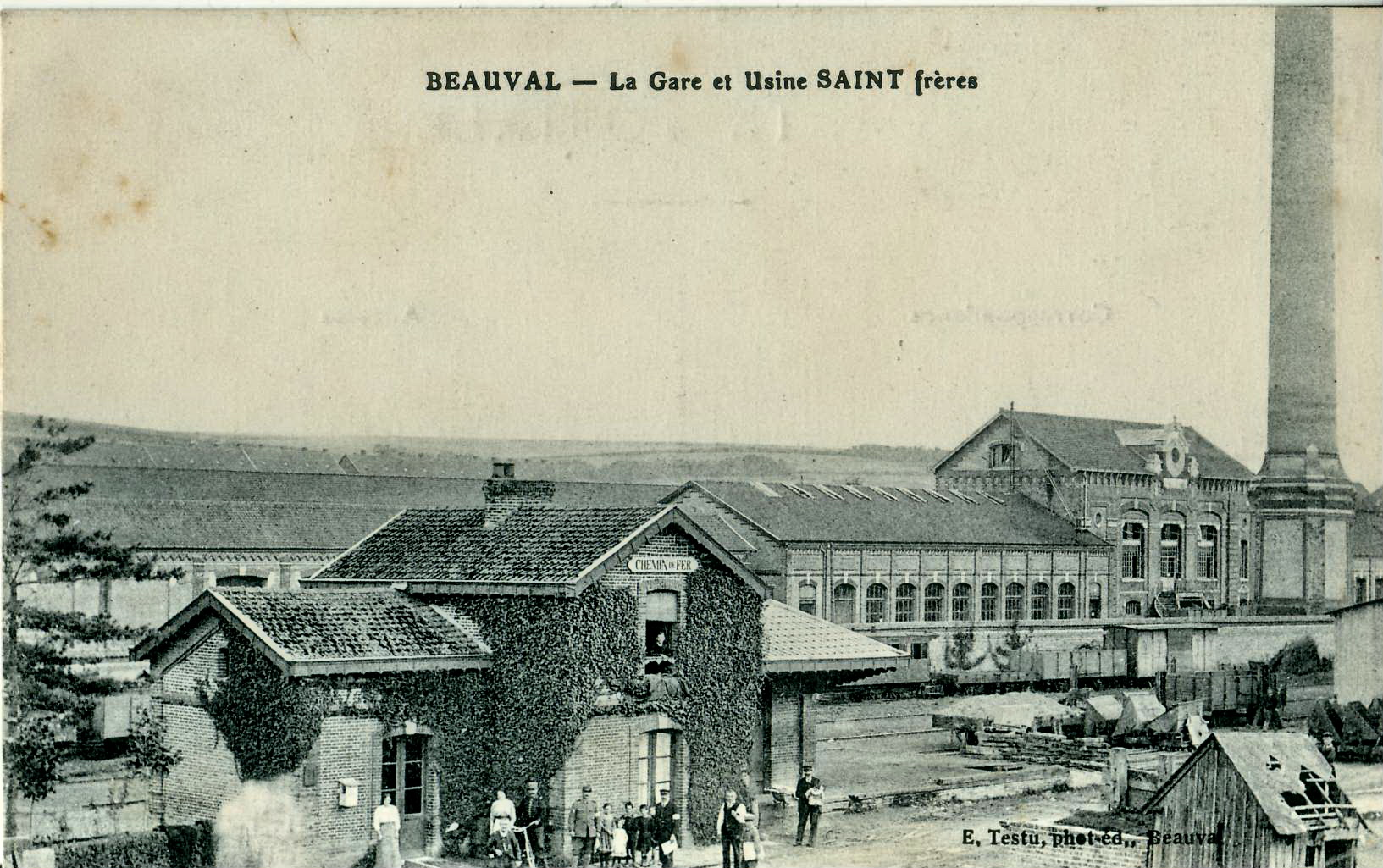
La gare de Beauval et l'usine textile Saint Frères.

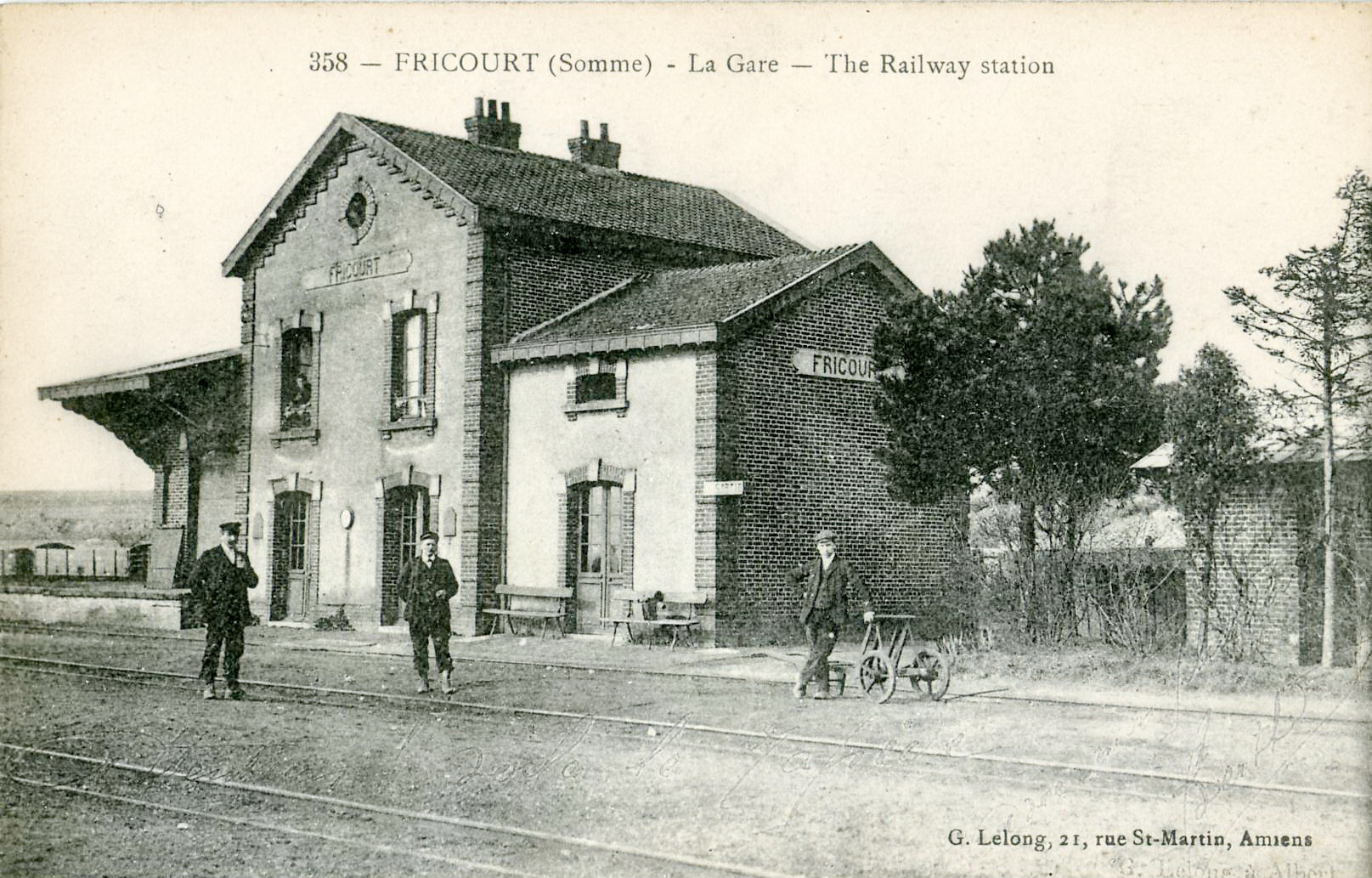
La gare de Fricourt, où se séparaient les lignes d'Albert à Montdidier et d'Albert à Ham.

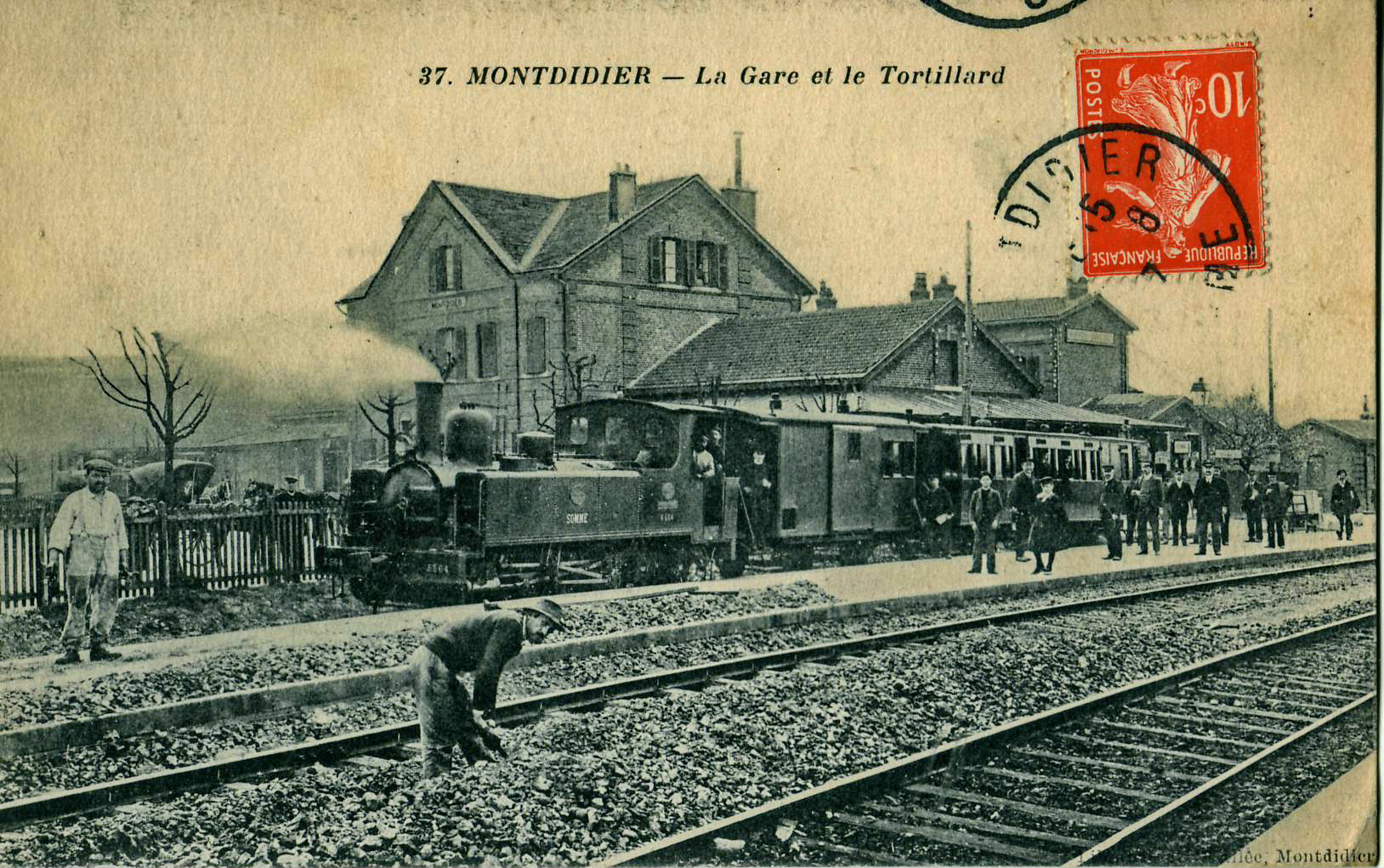
Rame départementale en gare de Montdidier. On voit au premier plan les voies de la ligne Ormoy-Villers - Boves.

Ce groupe avait son terminus en gare d'Albert Nord, initialement à l'ouest des voies du grand réseau, que les lignes secondaires de Ham et de Montdidier franchissaient par un pont.
Après la Première Guerre mondiale, le terminus des Économiques fut déplacé à l'est des voies du grand réseau, et ce fut la ligne de Doullens qui les enjambèrent par un pont.
Ce groupe se trouvait dans la zone des combats de la Bataille de la Somme, et les installations de ses lignes et gares furent détruites en de nombreux points ou doublées par des chemins de fer militaires à voie Decauville.

#### Ligne d'Albert à Doullens
Cette ligne de 42,348 km fut ouverte en plusieurs tronçons : le 15 novembre 1888 de Doullens à Beauval, le 14 février 1889 de Beauval à Beauquesne et enfin le 3 août 1891 de Beauquesne à Albert.
La ligne longeait le dépôt-atelier d'Albert, puis desservait les arrêts et gares suivants :
- Aveluy
- Martinsart,
- la gare du Mesnil-Martinsart,
- Auchonvillers,
- Mailly-Maillet,
- Bertrancourt,
- Acheux - Varennes,
- Léalvillers,
- Louvencourt,
- Vauchelles,
- Raincheval - Arquèves,
- Beauquesne,
- Beauval, qui avait un embranchement industriel pour desservir l'usine de bâches Saint-Frères voisine. Par ailleurs la gare de Beauval desservait une extraction de phosphates par une voie de 60 de 800 mètres approximativement.

La ligne rejoignait la ligne du nord Amiens - Frévent à Gézaincourt et, par un tronc commun, atteignait son terminus de Doullens.

#### Ligne Albert - Montdidier
Cette ligne fut ouverte le 25 juin 1889 de Montdidier à Rosières-en-Santerre, puis le 26 octobre 1889 de Rosières à la ligne de Ham (bifurcation de Fricourt).

#### Ligne Albert - Ham
La ligne fut ouverte le 1er avril 1889 d'Albert à Péronne, et le 24 octobre 1889 de Péronne à Ham.
Elle était en tronc commun avec la ligne de Montdidier sur les premiers 5,75 km — où étaient desservies les haltes de Albert (km 3), Bécordel-Bécourt (km 6) —, et elle s'en séparait à la gare de Fricourt (km 8).
La ligne s'élevait ensuite sur le plateau vers la vallée de la Somme, en desservant Mametz (km 10), Carnoy (km 12), Montauban-de-Picardie (km 16), Guillemont (km 18), Combles (km 23), Maurepas (km 28), Hem-Monacu (km 32), Feuillères (km 33), Cléry-sur-Somme, puis arrivait à Péronne en desservant les arrêts Le Quinconce (km 41), Faubourg-de-Bretagne (km 41) et la gare de Péronne - Flamicourt (km 43, après avoir traversé à niveau la voie du Nord) où elle donnait correspondance avec la ligne du Nord Saint-Just-en-Chaussée - Cambrai. Un dépôt-atelier de la ligne y avait été aménagé.
Après Péronne, la ligne atteignait Mesnil-Bruntel (km 5), Mons-en-Chaussée (km 8), Athies (km 12), Devise (km 13), Monchy-Lagache (km 16), Flez-Douvieux (km 18), Quivières (km 19), Croix-Moligneaux (km 21), Matigny (km 23) et Offoy, où elle franchissait la Somme (avant d'atteindre la gare située au km 28). À Offoy, s'effectuait la bifurcation de l'embranchement d'Ercheu, mais la ligne se poursuivait vers l'arrêt de Canizy (km 30) puis atteignait son terminus de la gare de Ham (km 34), où elle donnait correspondance avec la ligne du réseau de la Compagnie des chemins de fer secondaires du Nord-Est vers Saint-Quentin, la ligne du secondaire Noyon - Guiscard - Ham ainsi que la ligne du réseau du Nord d'Amiens à Laon.

#### Embranchement d'OffoyàErcheu
Il s'agissait d'un embranchement sur la ligne Albert - Ham, ouvert le 14 juillet 1890, et prolongée dans le département de l'Oise jusqu'à Bussy, afin de créer un maillage avec la ligne Noyon - Guiscard des chemins de fer départementaux de l'Oise.

## Caractéristiques des voies et bâtiments

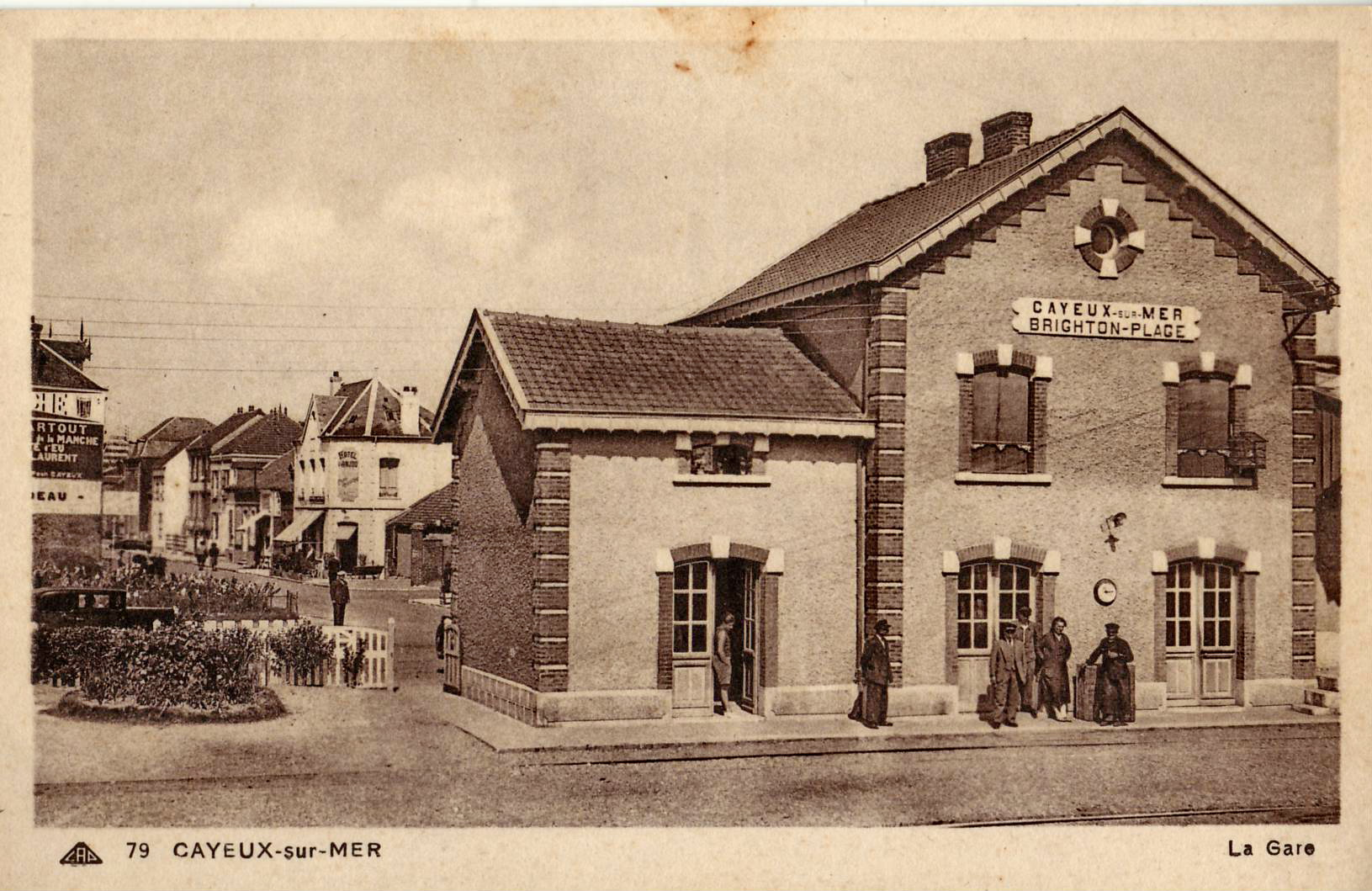
Gare standard du Groupe des Bains de mer, dont un distingue le début de la halle à marchandises en bois sur le côté droit de la gare.

Le réseau était équipé d'une voie unique à écartement métrique (sauf les sections à double écartement mentionnées dans les descriptions de lignes), les croisements de trains se faisant dans les gares.
La voie du réseau départemental était armée en rails Vignole de 15 et 20 kg/m, comme cela se pratiquait sur les divers réseaux gérés par la Société générale des chemins de fer économiques, mais la ligne de Cayeux put réutiliser après la Seconde Guerre mondiale les rails de 25 kg/m de la ligne à voie normale d'Ault-Onival.
Vu le faible nombre de trains en circulation sur les lignes du réseau, il n'y avait pas de signalisation, si ce n'est aux bifurcations et troncs communs avec les lignes du Nord, où la signalisation mécanique du grand réseau était également employée.
Les gares étaient habituellement constituées d'un bâtiment dont l'étage était le logement du chef de gare, auquel était accolé une petite halle à marchandises en bois. Afin de permettre de remplir les réservoirs des locomotives à vapeur, des châteaux-d'eau étaient répartis sur les lignes du réseau.

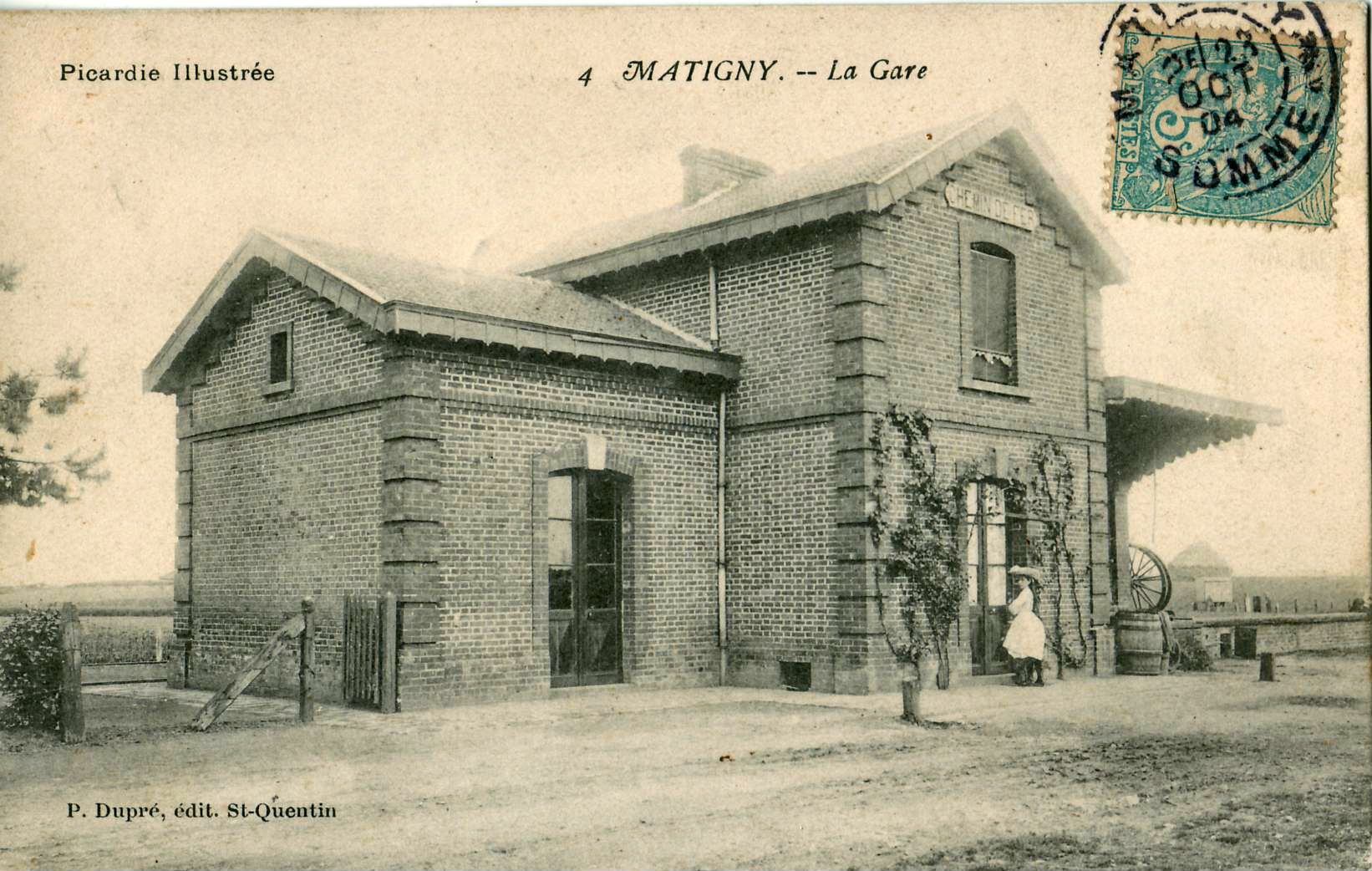
Une gare très représentative de la plupart des réseaux de chemins de fer secondaires, celle de Matigny, sur la ligne Albert - Ham.
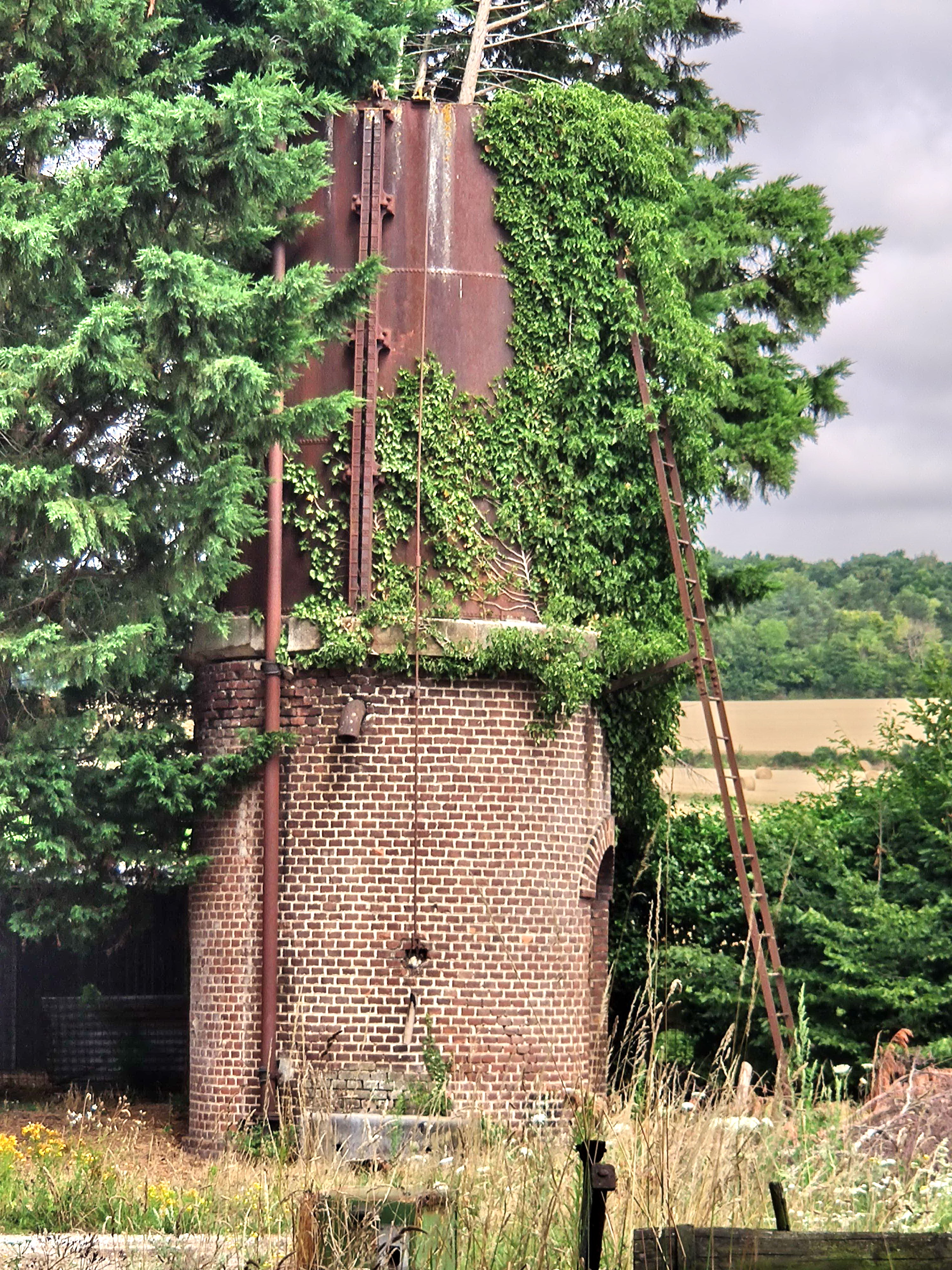
Le château d'eau de la gare de Molliens-Vidame en 2020.

## Matériel roulant

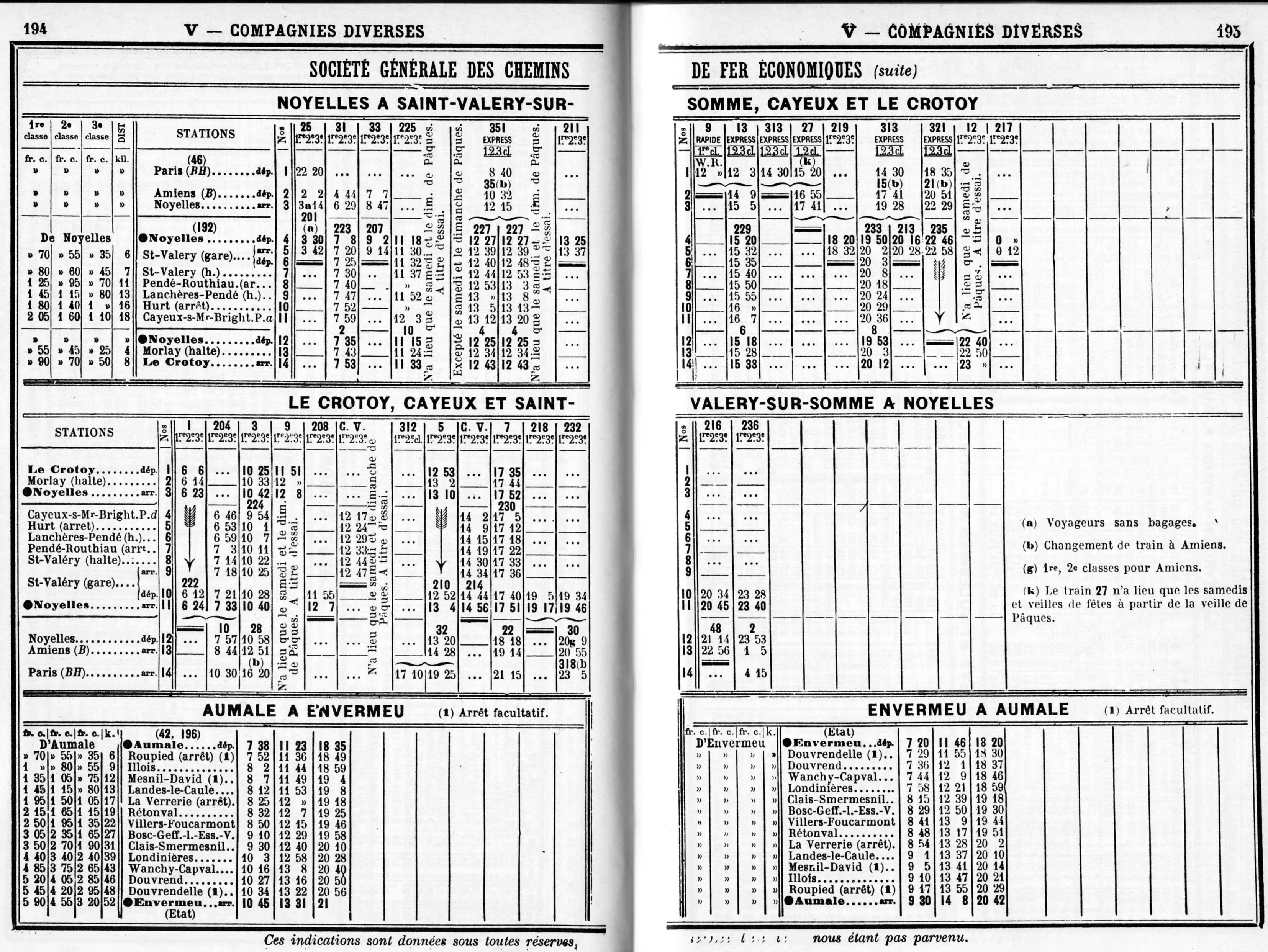
Les horaires des groupes des Bains de mer et d'Amiens en mai 1914.

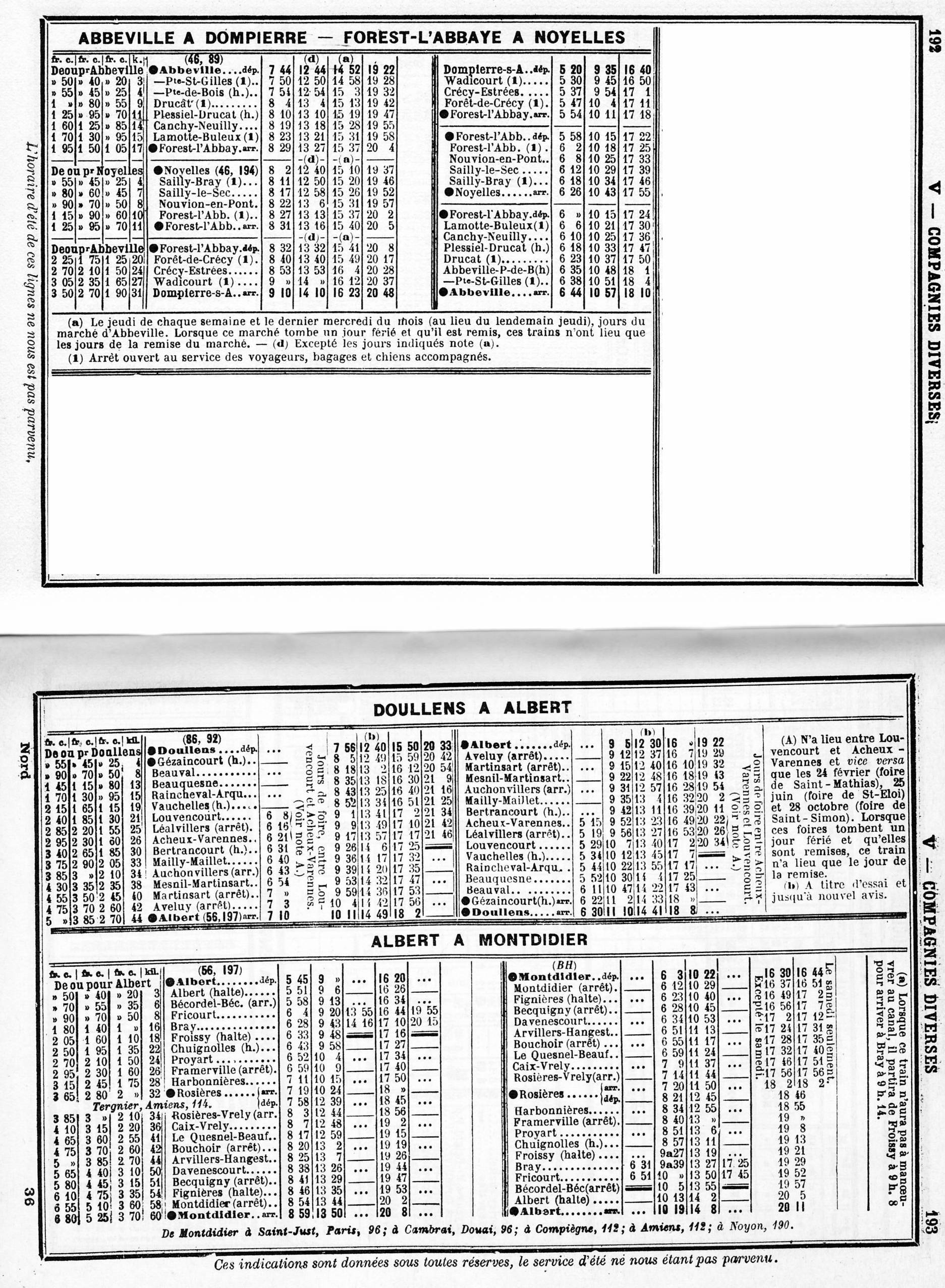
Les horaires du groupe d'Albert et des lignes d'Abbeville - Dompierre / Forest-l'Abbaye - Noyelles en mai 1914.

### L'exploitation en traction à vapeur
Le matériel moteur du réseau était celui en usage habituel sur les réseaux des Chemins de fer économiques, avec attelage et tamponnement central, sans frein continu. Toutefois, pour pouvoir tracter les matériels à voie normale sur la section à double écartement de Noyelles à Saint-Valery, certaines locomotives du Groupe des bains de mer étaient munis d'un dispositif de double attelage et double tamponnement.
Le matériel, comprenant une centaine de locomotives à vapeur, était entretenu aux dépôts de Saint-Valery-Canal, Abbeville, Amiens, Albert, Péronne et Montdidier.
Ces locomotives-tender, de type 031T, avaient une masse variant de 19,5 à 21,5 tonnes, et ont été construites :
- par les ateliers de La Chapelle du Chemin de fer du Nord de 1886 à 1889 (15 locomotives)
- par la SACM en 1889 à 1890 (7 locomotives, nos 3519 à 3533)
- par la SACM de 1890 à 1893 (10 locomotives, nos 3561 à 3570)
- par les ateliers de La Chapelle du Chemin de fer du Nord 1897 pour les besoins de la ligne d'Ercheu à Bussy (Oise) du Groupe d'Albert

Le réseau bénéficia également de mutations de locomotives d'autres lignes exploitées par la SE, toutes de type 031T :
- 3510 et 3512 de l'Allier
- 3623 et 3629

Afin de satisfaire à la croissance du trafic, le réseau commanda également des locomotives type 130T à Blanc-Misseron (nos 3651 et 3652), livrées en 1908, et pris ultérieurement en mutation la 3661 du même constructeur, provenant du réseau des Flandres.
Après la Première Guerre mondiale et ses destructions, la compagnie des Économiques acquis pour le réseau de la Somme et celui du Groupe du Noyonnais des VFIL de l'Oise :
- Quatorze locomotives 031T fabriquées par Baldwin, louées à l'armée
- Onze locomotives acquise neuves en 1921 du constructeur belge Forges Usines et Fonderies Haine-Saint-Pierre (nos 3851 à 3861), de 24,85 tonnes
- Deux locomotives système Mallet type 020+020T en 1922, construites par la SACM en 1893 sous les nos 4501 et 4502, en provenance du réseau de l'Allier
- Deux 130T en 1939, construites en 1912 par Buffaud & Robatel (nos 3614 et 3615), provenant également du réseau de l'Allier

La râperie Béghin de Lanchères fit également circuler sur les voies du groupe des bains de mer jusqu'à l'hiver 1946 deux 030T, l'une fournie par Corpet-Louvet en 1907, et l'autre par Orenstein & Koppel en 1911.
Par ailleurs, pendant l'occupation allemande, l'Organisation Todt fit circuler diverses locomotives réquisitionnées sur d'autres réseaux afin de construire le Mur de l'Atlantique.

### La diéselisation

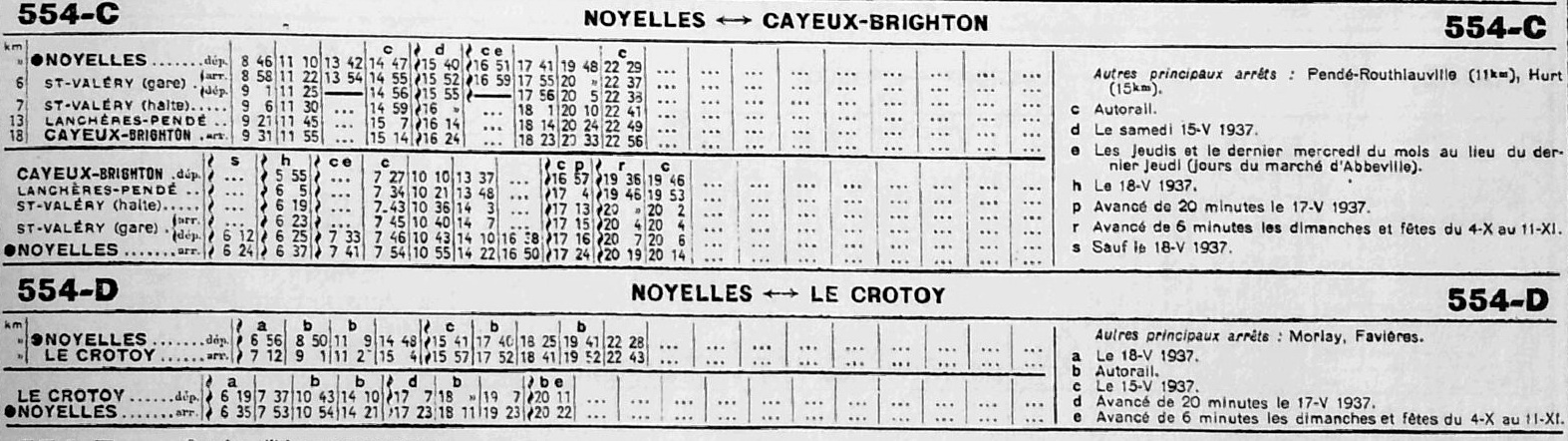
Horaires d'hiver 1936 du Groupe des Bains de mer.

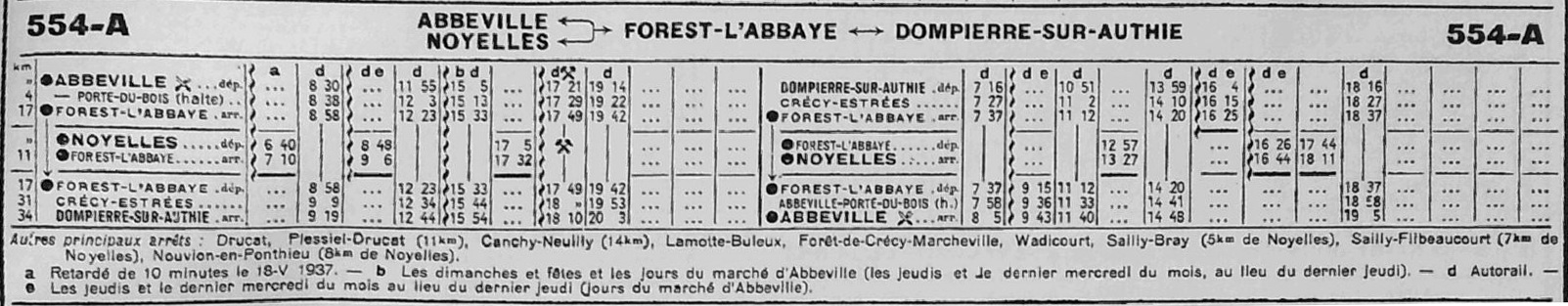
Horaires d'hiver 1936 de la ligne Abbeville ou Noyelles - Forest-L'Abbaye - Dompierre.

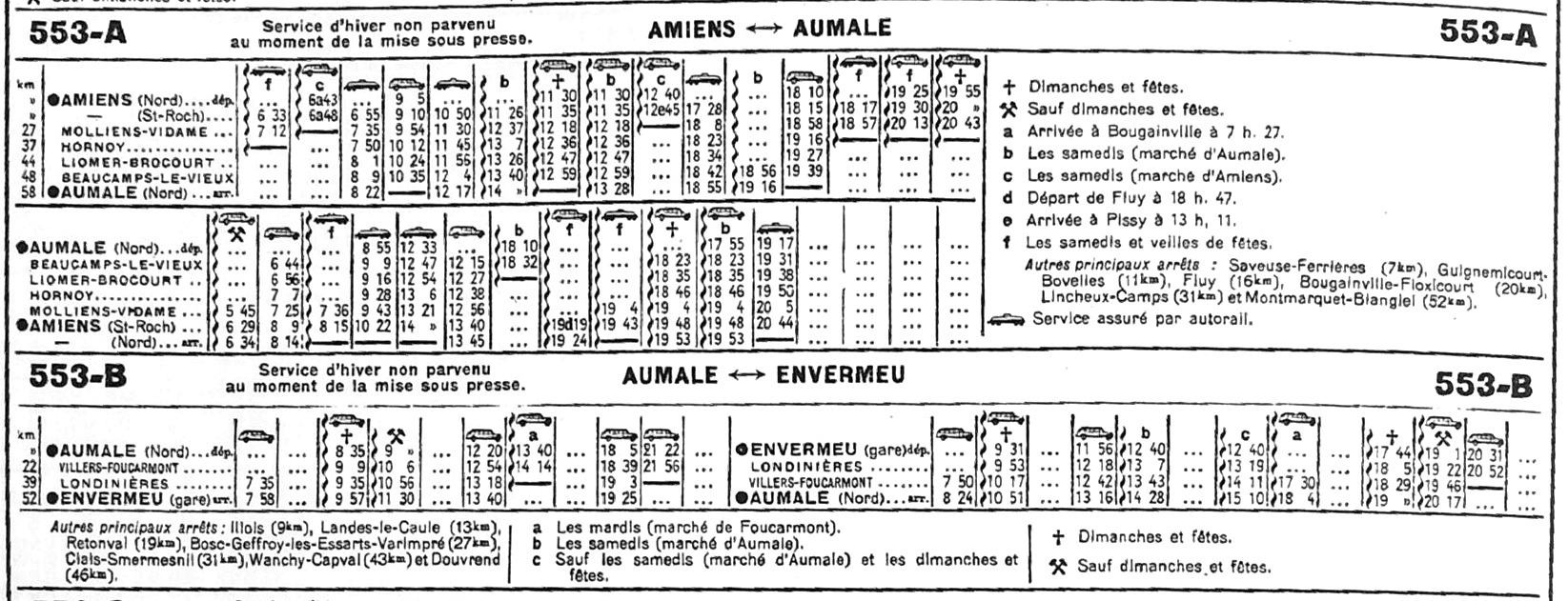
Horaires d'été 1936 de la ligne Amiens - Aumale - Envermeu.

Les premiers autorails apparaissent vers le milieu des années 1930, tandis qu'en 1957/59 intervient une nouvelle étape de modernisation avec le rachat de trois locotracteurs diesels et de trois autorails plus modernes.
Locotracteurs :
- Série 351/352 VFIL (1951)
- Série 301 VFIL (1948)

Autorails :
- De Dion-Bouton NJ (1936)
- De Dion-Bouton « M 21 » NR (1936, détruit par un incendie en 1958)
- VFIL « M 31 » (1957)
- VFIL « M 41-42-43 » (1955)[note 2]
- De Dion-Bouton OC1 X158 (1938)

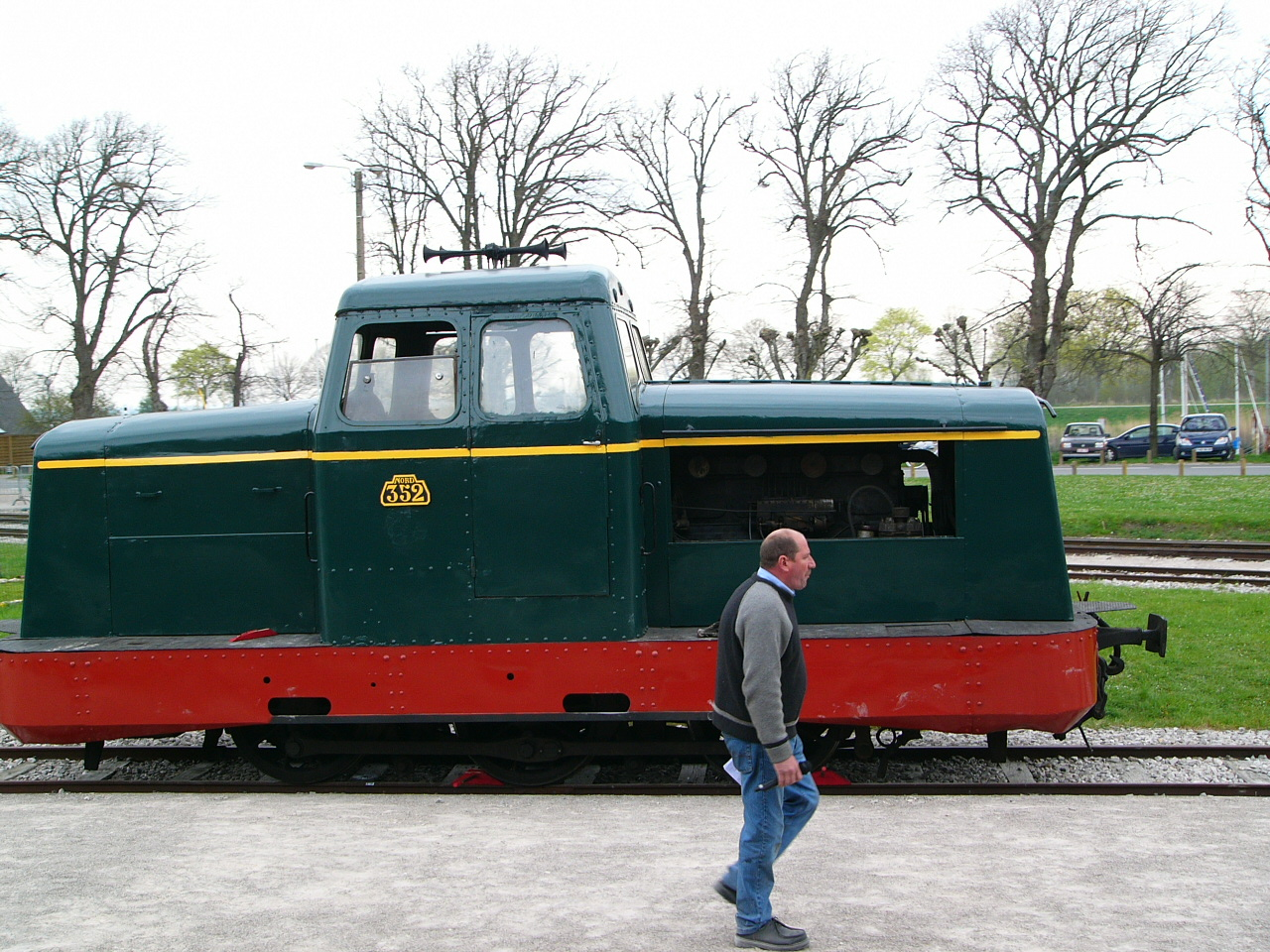
Locotracteur 532 des ateliers VFIL de Lumbres, préservé par le Chemin de fer de la baie de Somme.
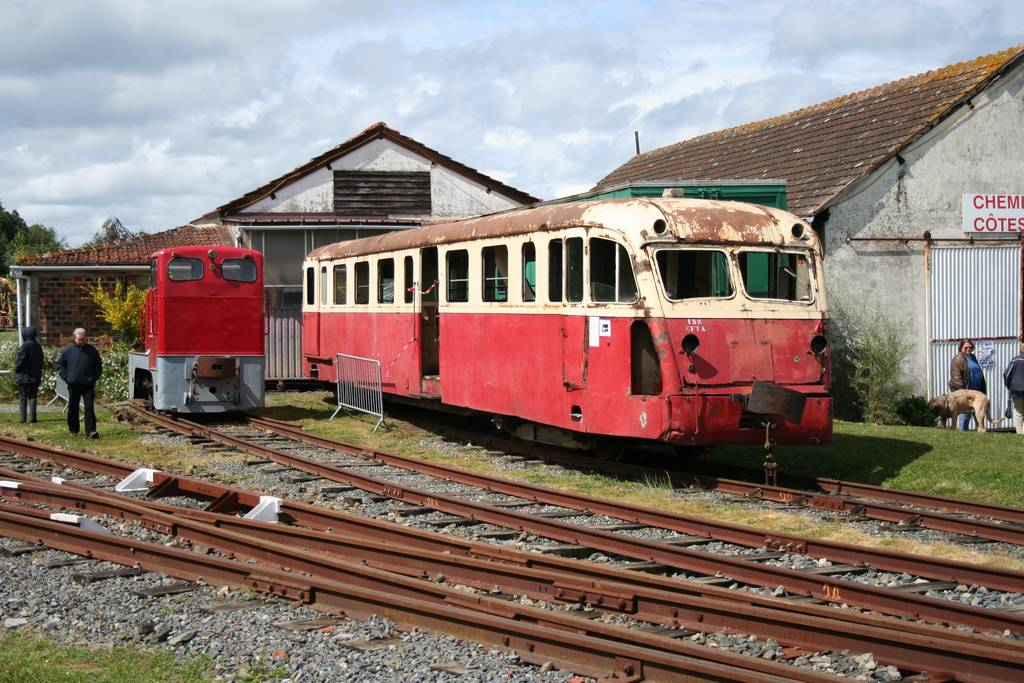
Autorail OC1 no 16, ayant circulé sur le réseau de la Somme en 1972 et 1973.

### Voitures et wagons
Voitures à voyageurs
Matériel d'origine livré en 1886
- type C 56 places (36 unités) série 500
- type ABCDf 35 places, 3 plates-formes (25 unités) série 300
- type AB 43 places 3 plates-formes sans fourgon (4 unités)
- type BC 56 places (2 unités)

Matériel complémentaire livré en 1920
- type AC 10301 à 10308
- type BC 10501 à 10510

Wagons de marchandises
Matériel d'origine livré en 1886
- Wagons couverts : 108 unités
- Wagons tombereaux : 471 unités
- Wagons plats : 148
- Wagons plats à traverse mobile : 30 unités

### Matériel préservé
Le Chemin de fer de la baie de Somme a préservé une part importante du matériel du réseau lors de sa fermeture :
- Locotracteurs
  - no 301 (1948), ex-VFIL Nord
  - no 351 (1951), ex-VFIL Nord
  - no 352 (1951), ex-VFIL Nord
- Autorails
  - M 31 (1954), ex-VFIL Pas de Calais
  - M 41 (1936), ex-VFIL Pas de Calais
  - M 42 (1936), ex-VFIL Pas de Calais (1936), ex-Persan-Beaumont - Ercuis
  - M 43 (1936), ex-VFIL Pas de Calais
- Remorque R 6, ex autorail Billard AM 23, TIV

En outre 5 voitures type AC et 6 voitures type BC (1920) sont également préservées au Chemin de fer de la baie de Somme (9 voitures en circulation, 1 stockée en attente de restauration et 1 en cours de restauration).
D'autres chemins de fer touristiques ont préservé du matériel ayant roulé sur le réseau :
- Autorail De Dion-Bouton OC1 X158 - Association des chemins de fer des Côtes-du-Nord

## Fin du réseau
Le Département de la Somme, autorité concédante du réseau (et donc qui en assumait le déficit croissant) décida après la Seconde Guerre mondiale la fermeture des groupes d'Amiens et d'Albert.
- Le 10 mars 1947, la ligne Abbeville - Dompierre, qui avait été déferrée pendant la guerre sur la section Abbeville - Faubourg de la Porte du Bois (à la suite de la destruction du pont sur la Somme en mai 1940[18]), ferme aux voyageurs.
- Le 10 mars 1947, la ligne de Noyelles à Forest-l'Abbaye est limitée à Crécy, pour les voyageurs, et maintenue de Canchy à Dompierre pour le service de la râperie de Lanchères.
- Le 15 avril 1948, le tronçon Fricourt - Montdidier de la ligne Albert - Montdidier est supprimé pour la desserte voyageurs.
- Le 1er juin 1948, la ligne Amiens - Aumale est fermée.
- Le 31 décembre 1948, le tronçon Albert - Froissy ferme, alors seulement exploité pour les marchandises.
- Le 1er juillet 1949 voit la fermeture de l'embranchement d'Offoy à Ercheu, et de la ligne d'Albert à Doullens.
- Le 31 décembre 1949, la desserte marchandise Albert - Acheux n'est plus assurée.
- Le 31 décembre 1949, la ligne Albert - Ham ferme également.

Les sections de Fricourt à Froissy (La Neuville-lès-Bray) de la ligne d'Albert à Montdidier et Rollot, de Doullens à Acheux de la ligne de la ligne de Doullens à Albert, ainsi que la ligne d'Offoy à Ercheu sont déclassés par décret le 5 mai 1950.
- Le 1er février 1951 cesse l'exploitation voyageurs de la ligne Noyelles - Forest-l'Abbaye ainsi que du tronçon Forest-l'Abbaye - Crécy, reste de la ligne Abbeville - Dompierre.
- Le 1er février 1954, le service voyageurs de l'antenne Ercheu - Bussy cesse (ancien embranchement d'Offoy à Ercheu).

Ces diverses lignes conservent un service marchandises occasionnel, notamment pour les campagnes betteravières, jusqu'en :
- 1955 pour Ercheu - Bussy ;
- 1956 pour Forest-l'Abbaye - Dompierre ;
- 1965 pour Noyelles - Forest-l'Abbaye et Forest-l'Abbaye - Canchy.

L'exploitation concédée est maintenue sur les 2 lignes du bord de mer :
- jusqu'au 31 décembre 1969 pour la ligne Noyelles - Le Crotoy ;
- jusqu'au 31 décembre 1972 pour la ligne Saint-Valery - Cayeux.

La SNCF reprit l'exploitation fret de la ligne Noyelles - Saint-Valery-Port, grâce à son double écartement voie normale / voie métrique, du 31 décembre 1972 à sa fermeture définitive, le 6 février 1989.

## Installations et matériels préservés
Après déclassement du réseau d'intérêt général et rachat par le Département de la Somme, ces lignes de la baie sont désormais exploitées avec succès par l'association du Chemin de fer de la baie de Somme qui les ont transformées en chemin de fer touristique.
Les premières circulations touristiques ont eu lieu :
- le 4 juillet 1971, sur la ligne Noyelles - Le Crotoy ;
- en 1973, sur la ligne Noyelles - Saint-Valery - Cayeux.

Le CFBS mène un important travail de préservation et de mise en valeur du patrimoine ferroviaire, tout en favorisant le développement touristique de la Baie de Somme.

Gares subsistantes
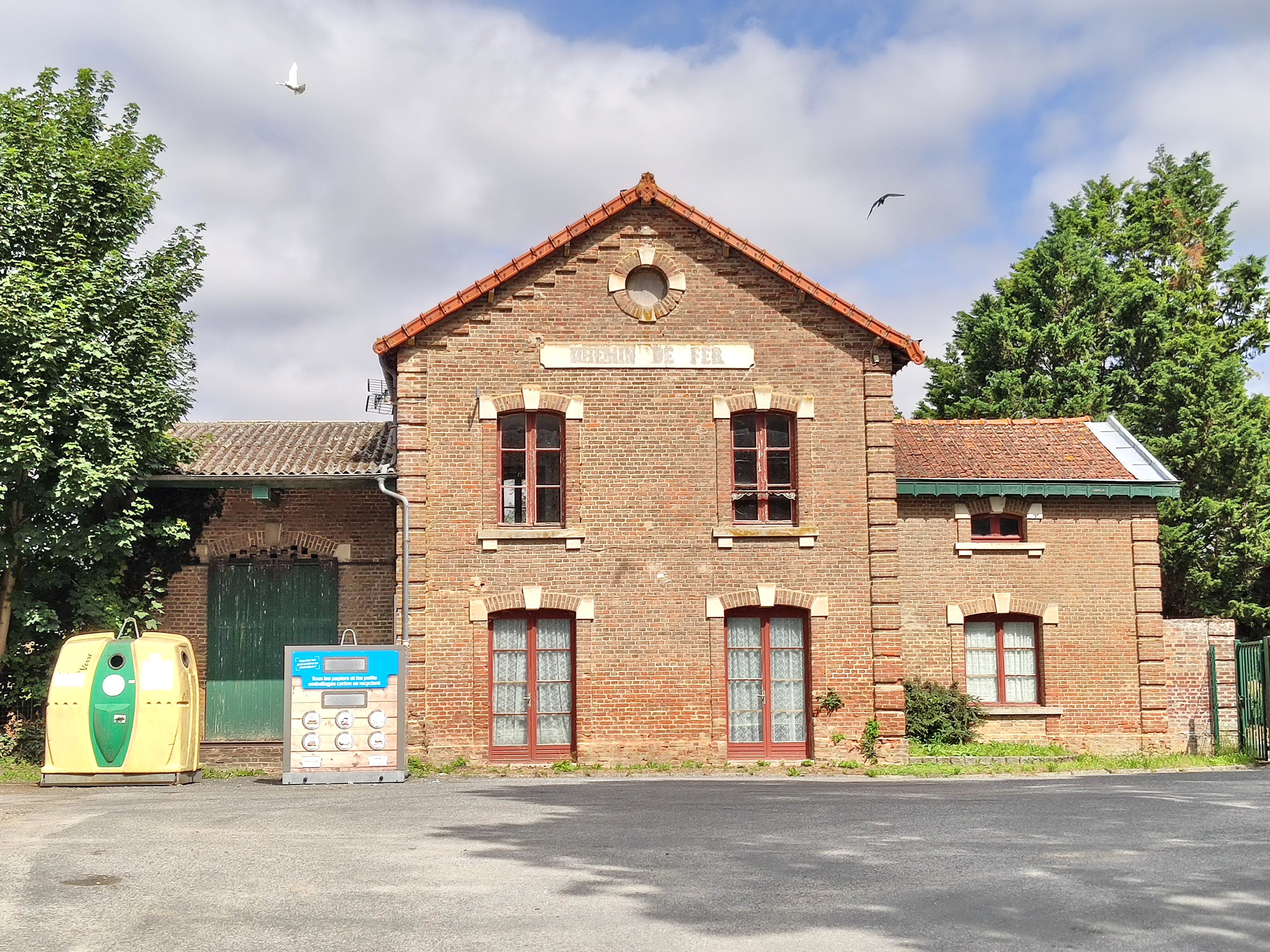
La gare de Molliens-Vidame est restée dans son état d'origine. Elle conserve son château-d'eau, sans doute le seul préservé du réseau.
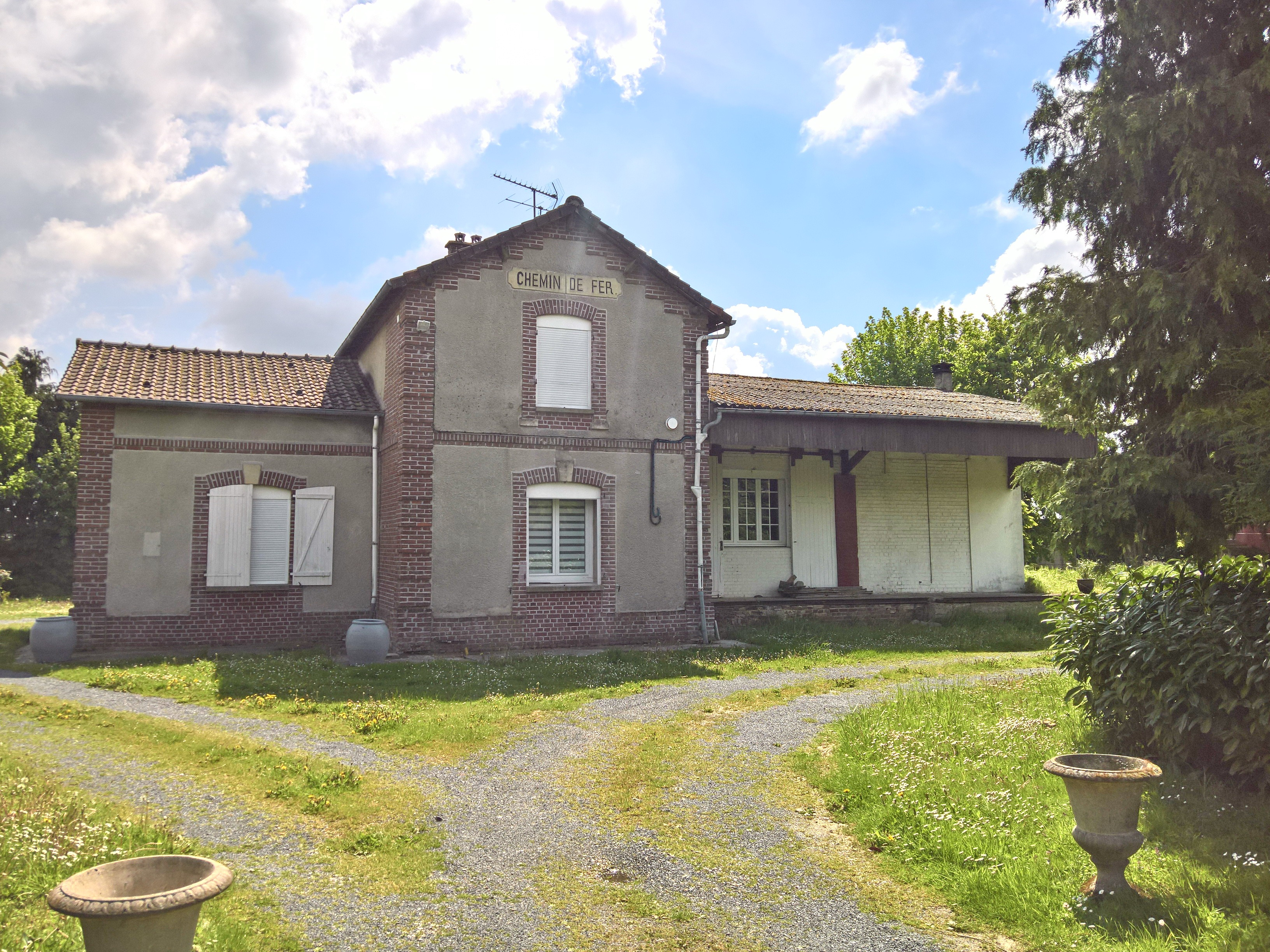
La gare de Beaucamps-le-Vieux en 2019, devenue une habitation
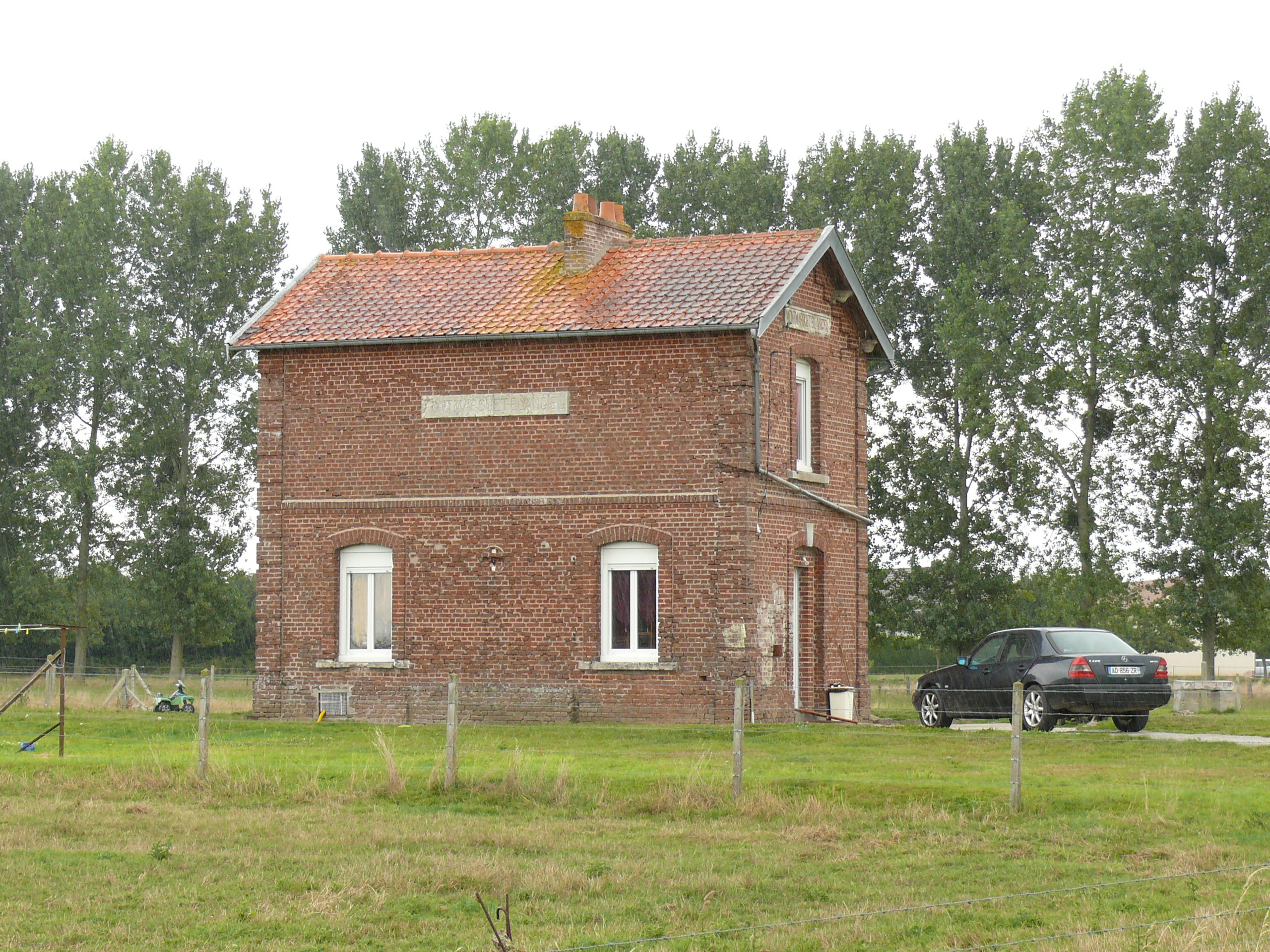
L'ancienne gare de Montmarquet-Blangiel, en 2010, devenue une habitation.
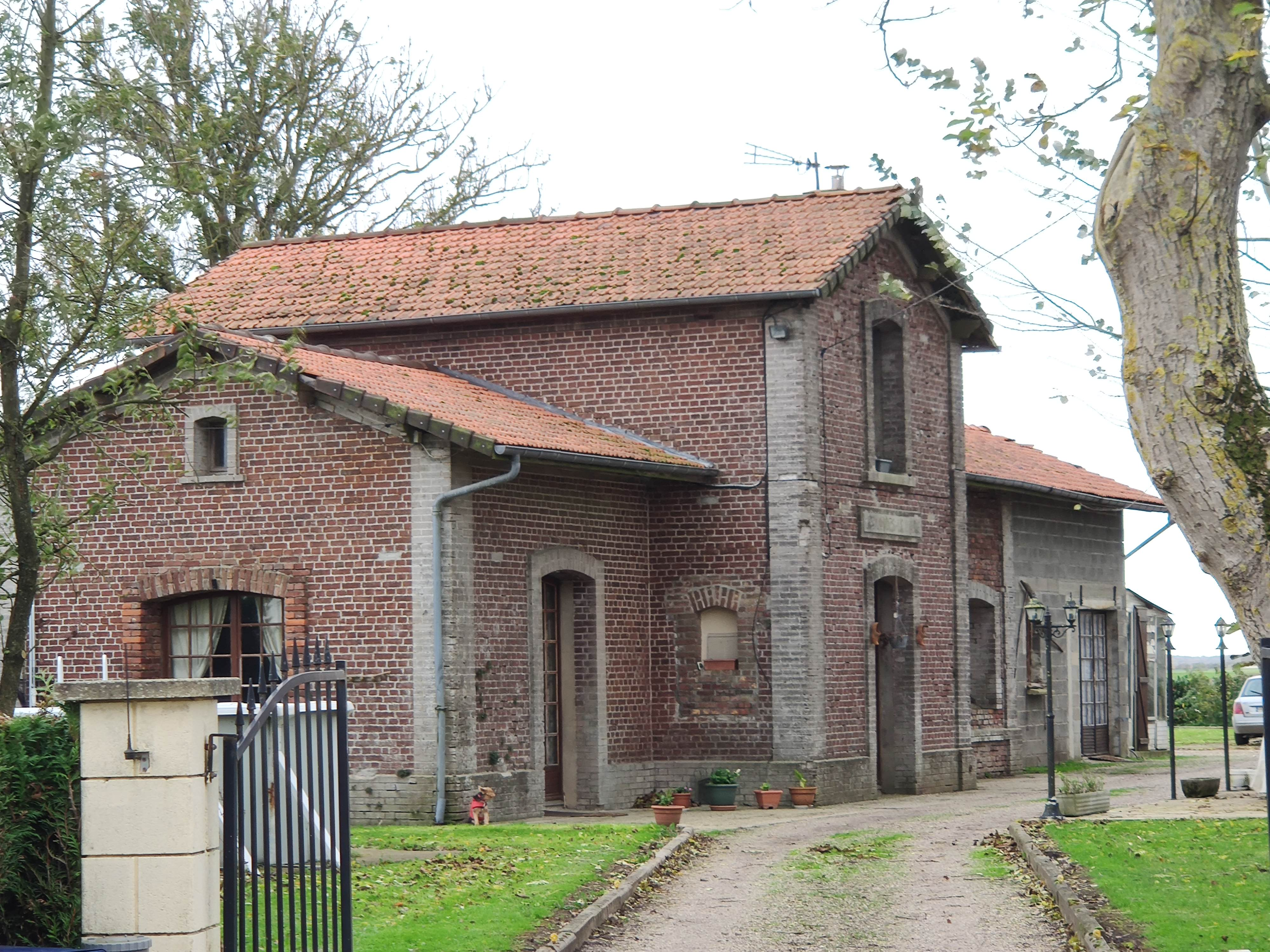
La gare des Landes-le-Caule en 2019, devenue une habitation…
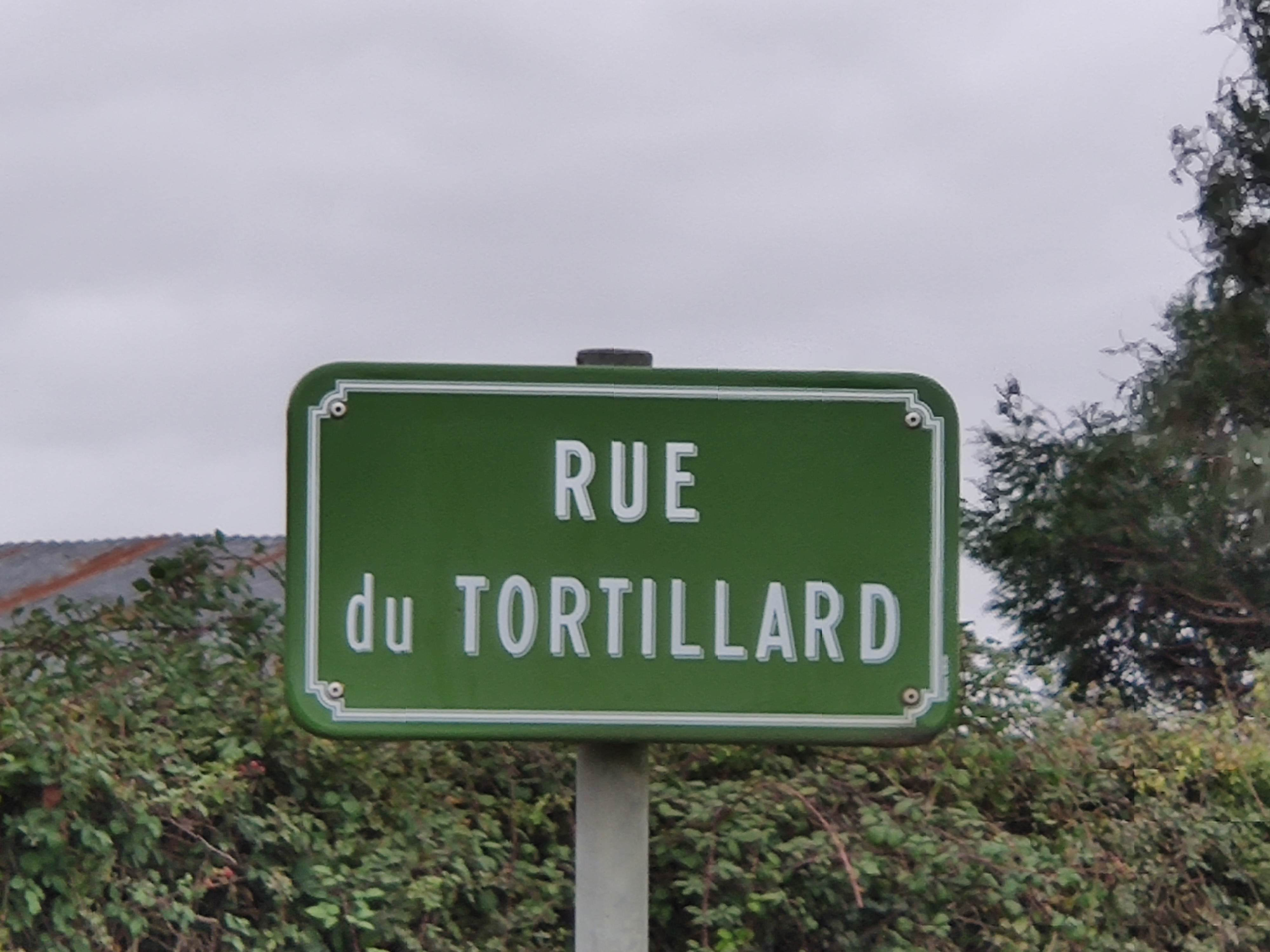
… et plaque de la rue où elle est située
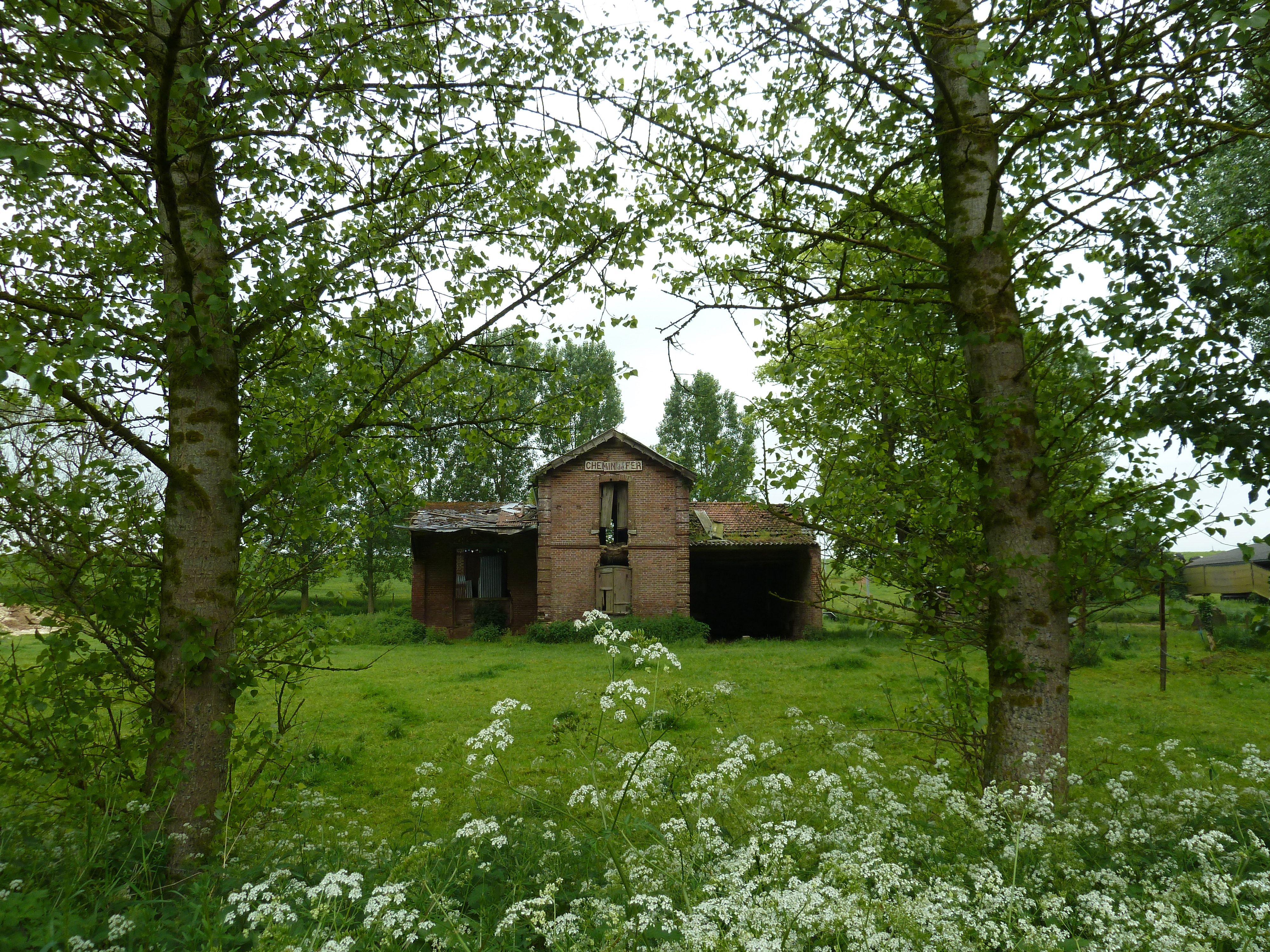
L'ancienne gare de Louvencourt en 2014, abandonnée.
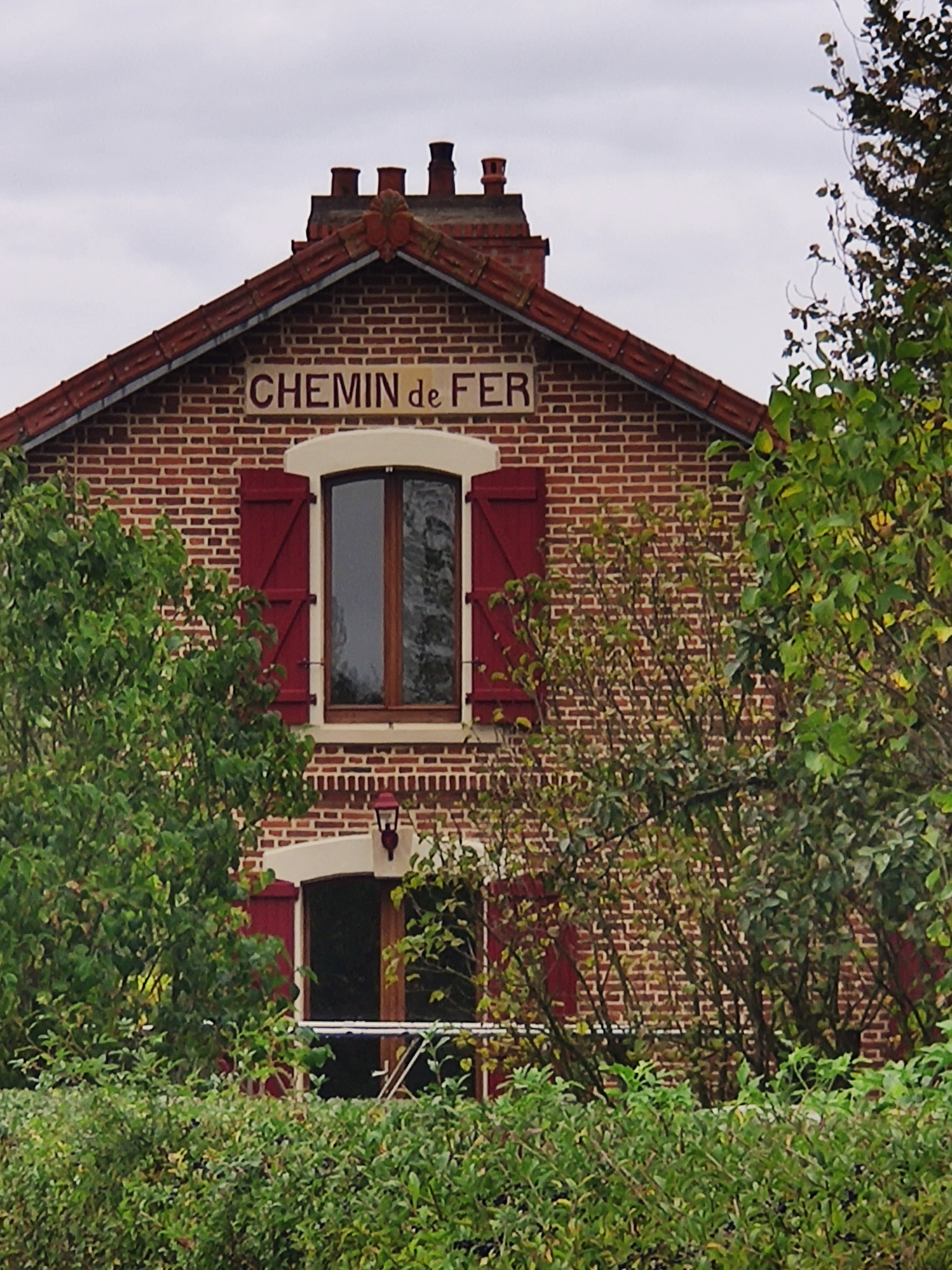
La gare de Raincheval - Arquèves en 2019, devenue une habitation.